# Weißenburg in Bayern

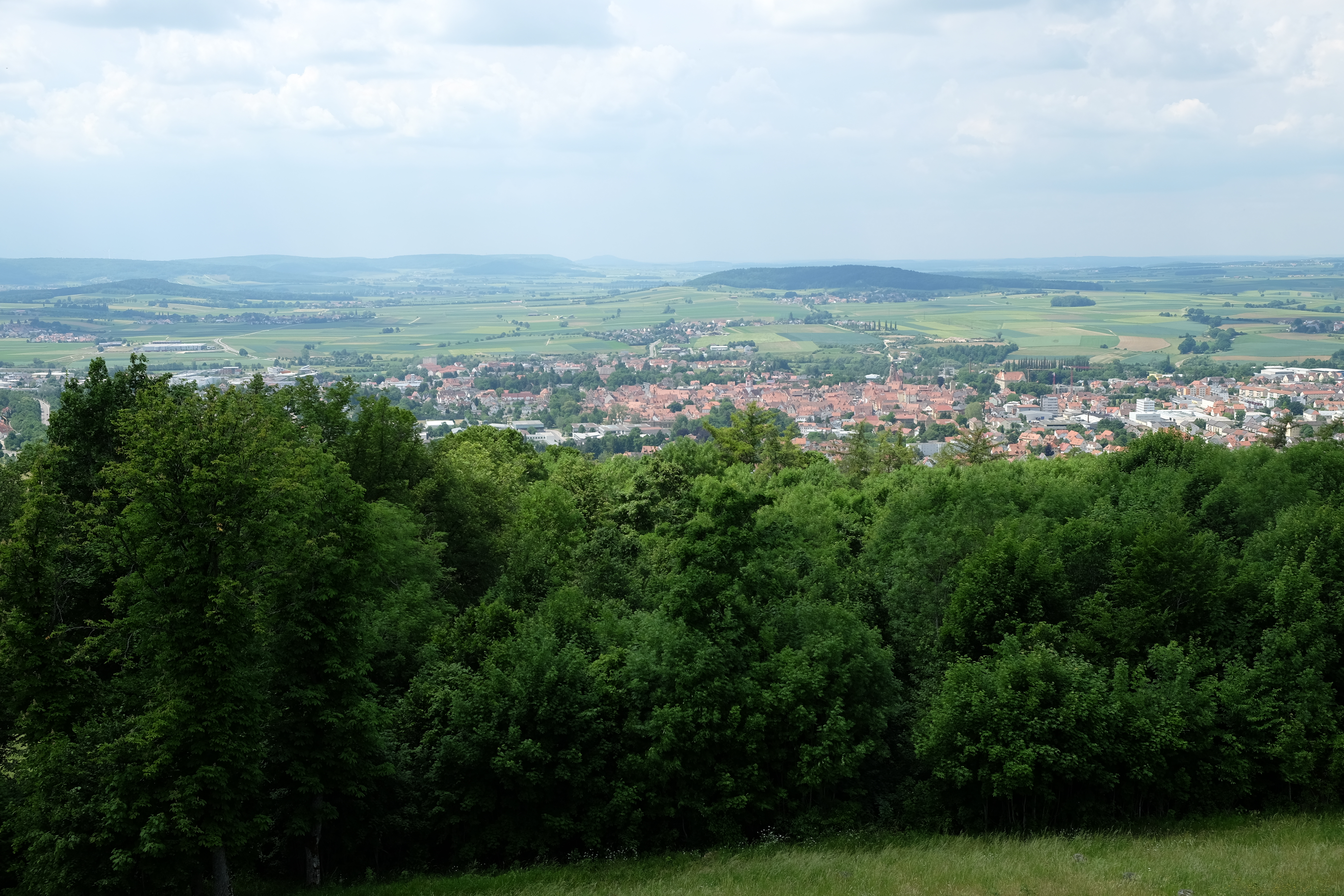
Blick auf Weißenburg von der Wülzburg

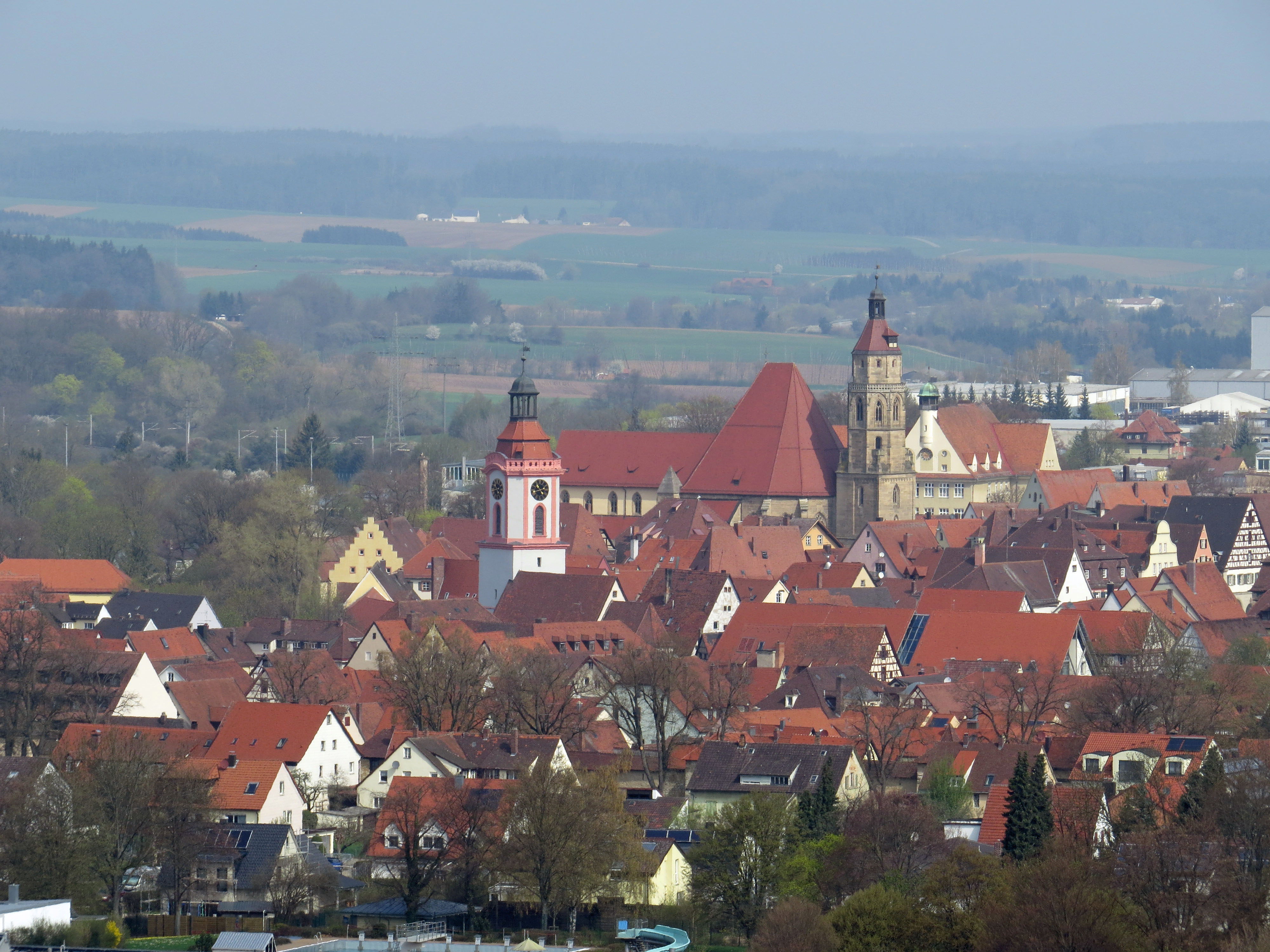
Weißenburg in Bayern von Süden

Weißenburg in Bayern (amtlich Weißenburg i.Bay., früher Weißenburg im Nordgau, Weißenburg am Sand) ist eine Große Kreisstadt im mittelfränkischen Landkreis Weißenburg-Gunzenhausen und der Sitz des Landratsamtes Weißenburg-Gunzenhausen.
Die Altstadt Weißenburgs zählt zu den beeindruckendsten Stadtkernen und Denkmalensembles der Region. Ausgehend von einer römischen Siedlung um das Kastell Biriciana – der Limes lag nur wenige Kilometer entfernt – und 867 erstmals urkundlich erwähnt, entstand die Stadt um einen karolingischen Königshof und erhielt im frühen 14. Jahrhundert den Status einer Freien Reichsstadt, den sie bis 1802 behaupten konnte. Das historische Stadtbild wird geprägt von der weitgehend erhaltenen Stadtmauer, dem gotischen Rathaus, der Stadtkirche St. Andreas und dem Ellinger Tor.
Weißenburg in Bayern ist mit rund 19.000 Einwohnern die einwohnerreichste und mit einer Fläche von 97,55 Quadratkilometern die zweitgrößte Gemeinde des Landkreises Weißenburg-Gunzenhausen. Laut Planungsordnung zur Raumplanung in der Planungsregion Westmittelfranken (Region 8) ist die Stadt Weißenburg eines von sechs Mittelzentren Westmittelfrankens.

## Geografie

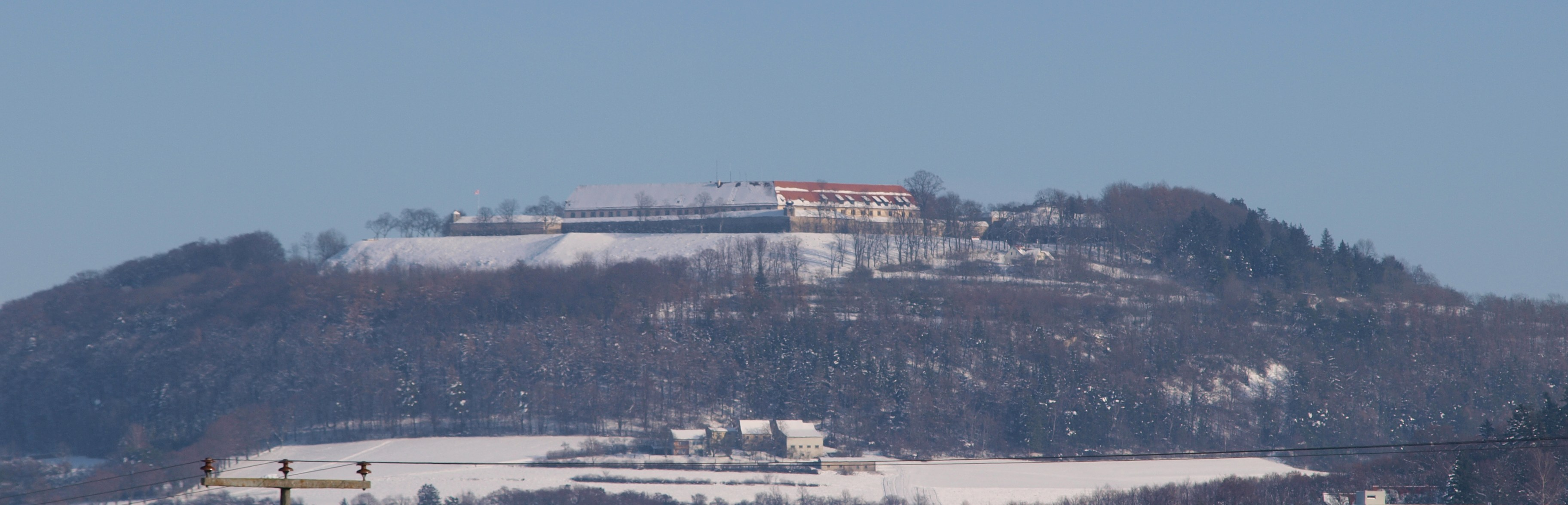
Der nahe Wülzburger Berg mit der Wülzburg

Weißenburg liegt in dem als Altmühlfranken bezeichneten Teil Westmittelfrankens, südlich von Nürnberg, nordwestlich von Ingolstadt, nördlich von Augsburg und südöstlich von Ansbach. Durch die Stadt fließt die Schwäbische Rezat, im Süden verläuft die Fossa Carolina. Andere Gewässer auf dem Gebiet der Stadt sind der Bösbach, der Weimersheimer Bach, der Hammerstadtgraben, der Kühlenbach und die Schambach. Rund vier Kilometer südlich von Weißenburg fließt die Altmühl vorbei. Sie wird durch die Europäische Hauptwasserscheide zwischen Weißenburg und Treuchtlingen nach Süden umgelenkt.
Die Stadt liegt im Naturpark Altmühltal und in der Weißenburger Bucht. Sie ist Namensgeberin der Weißenburger Alb, neben der Eichstätter Alb der zweite südwestliche Teil der Fränkischen Alb. Während sich im Westen und Norden die breite Offenlandschaft des Albvorlandes mit Wiesen und Feldern befindet, liegt im Süden und Osten der Albtrauf mit den Erhebungen Wülzburger Berg mit der Wülzburg, Auf der Ebene, Schroppenwinkel und der Rohrberg. Weitere Berge sind der Eichelberg, die Steinplatte und der Steinberg.
Rund einen Kilometer südlich der Altstadt erstreckt sich der Ludwigswald an der Ludwigshöhe, im Norden befinden sich Ausläufer des Ellinger Waldes. Weißenburg liegt im Fränkischen Keuper-Lias-Land. Zu diesem Gebiet gehören der Flüglinger Berg und der Trommetsheimer Berg. Im Süden befindet sich das Laubental. Durch Weißenburg führen die Bundesstraßen 13 und 2. Östlich der Stadt liegt das Naturschutzgebiet Quellhorizonte und Magerrasen am Albtrauf bei Niederhofen. Von Pappenheim umschlossene Exklaven der Stadt Weißenburg befinden sich zwischen Rothenstein und Bieswang.

### Nachbargemeinden
Die Nachbargemeinden sind:
| Ellingen      | Höttingen, Ettenstatt                       | Bergen                                      |
| Alesheim      | Kompassrose, die auf Nachbargemeinden zeigt | Burgsalach                                  |
| Treuchtlingen | Pappenheim                                  | Raitenbuch Schernfeld (Landkreis Eichstätt) |

### Gemeindegliederung
Es gibt 27 Gemeindeteile (in Klammern ist der Siedlungstyp angegeben):
- Dettenheim (Pfarrdorf)
- Emetzheim (Pfarrdorf)
- Gänswirthshaus (Dorf)
- Haardt (Dorf)
- Hagenbuch (Dorf)
- Hammermühle (Einöde)
- Hattenhof (Dorf)
- Häuser a.Wülzburger Berg (Einöde)
- Heuberg (Dorf)
- Holzingen (Kirchdorf)
- Kattenhochstatt (Pfarrdorf)
- Kehl (Dorf)
- Laubenthal (Forsthaus)
- Markhof (Weiler)
- Niederhofen (Dorf)
- Oberhochstatt (Pfarrdorf)
- Potschmühle (Einöde)
- Rothenstein (Dorf)
- Schleifer a.Berg (Einöde)
- Schmalwiesen (Dorf)
- Stadelhof (Einöde)
- Suffersheim (Kirchdorf)
- Weimersheim (Pfarrdorf)
- Weißenburg i.Bay. (Hauptort)
- Weißenhof (Weiler)
- Wülzburg (Pfarrdorf)

Ferner gibt es die nicht als amtliche Gemeindeteile geführten Wohnplätze Am Laubenbuch, Am Siebenkreuzhof, Aumühle, Birkhof, Bosmühle, Glaserhaus, Habermühle, Hohenmühle,  Kreuzwirtshaus, Lettenmühle, Rohrwalk, Silbermühle, Sommerkeller, Waldhof und Ziegelstadel.
Es gibt auf dem Gemeindegebiet die Gemarkungen Dettenheim, Emetzheim, Haardt, Holzingen, Kattenhochstatt, Neudorf (Gemarkungsteil 1), Oberhochstatt, Suffersheim, Weiboldshausen (Gemarkungsteil 1), Weimersheim, Weißenburg und Wülzburg. Die Gemarkung Weißenburg hat eine Fläche von 31,634 km². Sie ist in 6730 Flurstücke aufgeteilt, die eine durchschnittliche Flurstücksfläche von 4700,44 m² haben. In ihr liegt neben dem namensgebenden Ort der Gemeindeteil Häuser a.Wülzburger Berg und Laubenthal.

### Ausdehnung des Stadtgebiets
Die Nord-Süd-Ausdehnung des Stadtgebiets beträgt 11,8 Kilometer, in Ost-West-Richtung sind es 15,2 Kilometer. Die Stadt hat einen Umfang von rund 61 Kilometern. Die Gesamtfläche beträgt 97,55 Quadratkilometer, damit ist Weißenburg der Fläche nach die zweitgrößte Stadt im Landkreis. 6,26 Quadratkilometer sind mit Häusern bebaut. Die Landwirtschafts- und Grünflächen umfassen 49,79 Quadratkilometer, 5,34 Quadratkilometer werden als Verkehrsflächen genutzt und 35,75 Quadratkilometer sind Waldflächen. Die Wasserfläche beträgt 0,43 Quadratkilometer.

### Weißenburger Stadtwald
Der 1338 von Ludwig dem Bayern geschenkte Weißenburger Stadtwald an der Ludwigshöhe, östlich der Stadt, hat eine Fläche von 2540,1 Hektar. Im Jahre 1350 vergrößerte sich die Fläche durch eine zweite Waldschenkung. 1821 überließ König Maximilian I. Joseph den gesamten Wald der Stadt. Er ist jetzt ein Mischwald mit großem Fichten- und Buchenbestand und das Erholungs- und Wandergebiet der Weißenburger. Innerhalb des Waldes gibt es zwei Naturdenkmäler und er liegt teilweise in einem Landschaftsschutzgebiet. Die Jahres-Durchschnittstemperatur im Stadtwald beträgt 7 °C; der Jahresniederschlag 750 Millimeter.

### Klima

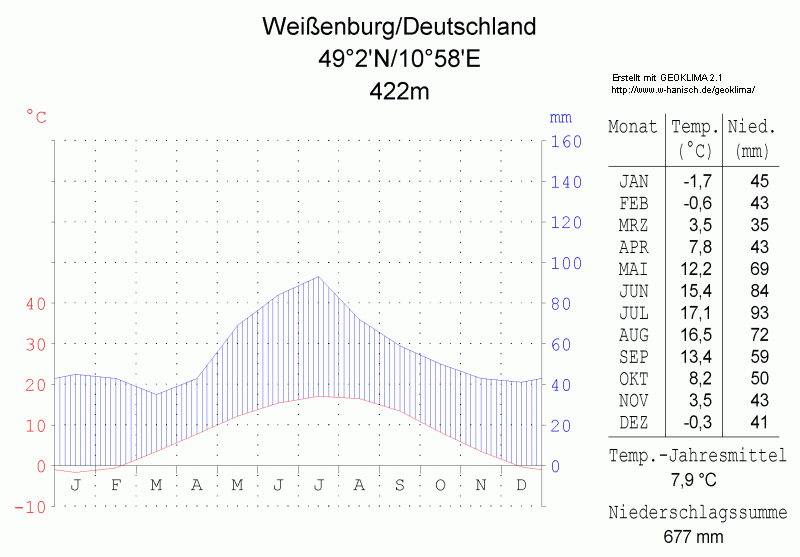
Klimadiagramm von Weißenburg

Weißenburg hat ein humides kühlgemäßigtes Übergangsklima, das weder sehr kontinental noch sehr maritim ausgeprägt ist. Die monatlichen Durchschnittstemperaturen schwanken zwischen −1,7 °C im Januar und 17,1 °C im Juli. Die jährliche Durchschnittstemperatur liegt bei 7,9 °C. Die jährliche Niederschlagsmenge beträgt 670 Millimeter, wobei es im März am trockensten und im Juli am feuchtesten ist. Wegen der Nähe zu den Bergen der Fränkischen Alb ist die Gegend um Weißenburg viel trockener als die Nachbargegenden.

## Geschichte

### Römische Besiedlung
Ein um das Jahr 100 errichtetes römisches Holz-Erde-Kastell wurde um die Mitte des 2. Jahrhunderts durch ein gemauertes Steinkastell von 3,1 Hektar Größe ersetzt. Nahe dem Kastell entstand eine Zivilsiedlung (Vicus) und eine Thermenanlage. Wohl um 253, spätestens 254, wurde das Kastell Weißenburg samt Vicus im Zuge der Alamanneneinfälle zerstört. Die Schlussmünzen aus einem Münzschatzfund an der Via principalis dextra datieren auf die Jahre 251 und 253. Das Kastell war bis auf eine kleinere Unterbrechung durchgängig von der Ala I Hispanorum Auriana (1. Spanische Kavallerie-Einheit Auriana) belegt. Eine ebenfalls in Weißenburg bezeugte Cohors IX Batavorum equitata milliaria exploratorum (9. Batavische teilberittene Aufklärungskohorte, 1000 Mann stark) muss dem zweiten, im Osten gelegene Holzkastell zugerechnet werden, das sich etwa 1,6 Kilometer östlich im Flurstück Breitung befand und nur vorübergehend in der zweiten Hälfte des 2. Jahrhunderts genutzt wurde (siehe Holz-Erde-Kastell auf der Breitung in Weißenburg).
Im Winter 1867 wurde bei Bauarbeiten der Eisenbahnlinie Treuchtlingen-Pleinfeld von Bauarbeitern ein 15 cm großes Bronzetäfelchen gefunden. Dabei handelt es sich um das Militärdiplom vom 30. Juni 107 n. Chr. für den Soldaten Mogetissa, das die ehrenvolle Entlassung bekundet. Damals war seine Einheit Ala I Hispanorum Auriana in Weißenburg stationiert. Aus der Provinz Raetien sind bisher 70 solcher Diplome bekannt. Die ehrenvolle Entlassung nach 25 oder mehr Jahren aus der Armee waren der Grund für die Ausfertigung solcher Urkunden. Die Verleihung des römischen Bürgerrechts und das Recht zur Eheschließung waren damit verbunden. Letzteres war besonders wichtig, weil römische Soldaten während ihrer aktiven Dienstzeit ledig bleiben mussten.
Mogetissa ist mit seiner Frau Verecunda und der gemeinsamen Tochter Matrulla der erste namentlich bekannte Einwohner des heutigen Weißenburg.

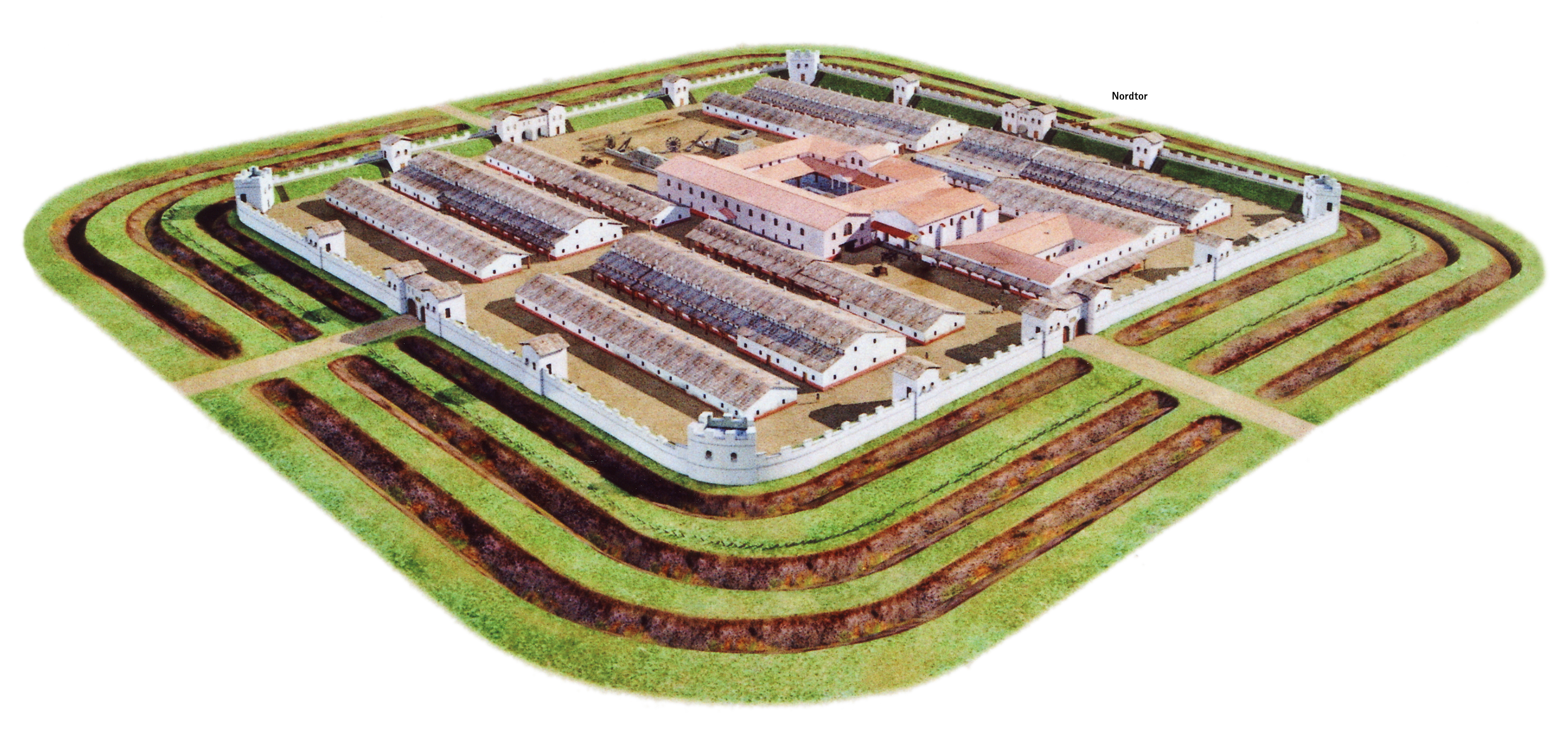
Rekonstruktionsversuch des Kastells
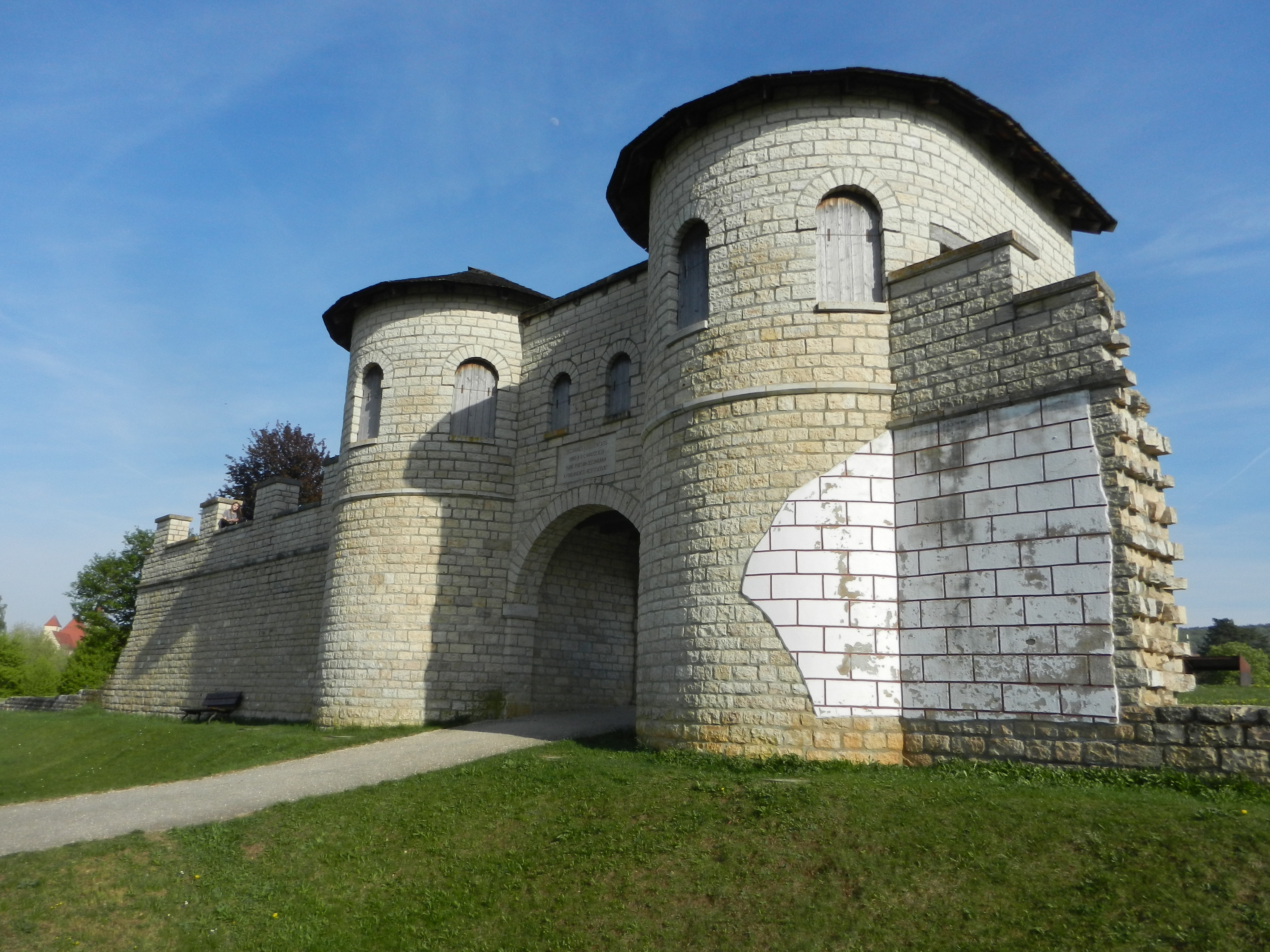
Tor des Kastells – Vorderansicht
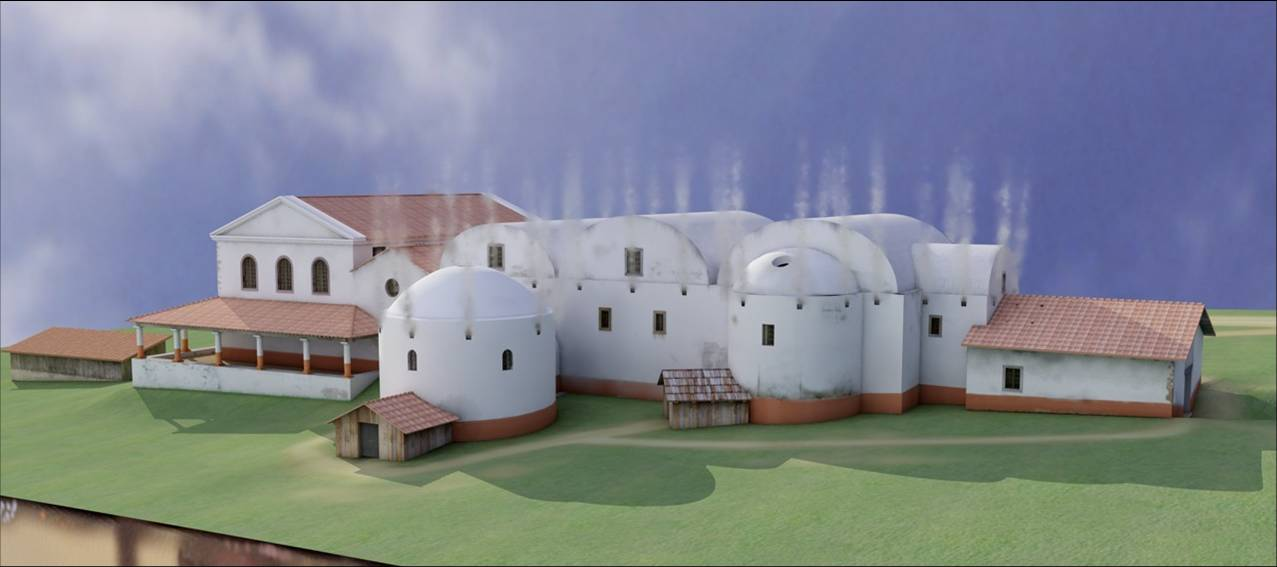
Römische Thermen von Weißenburg (Rekonstruktion)
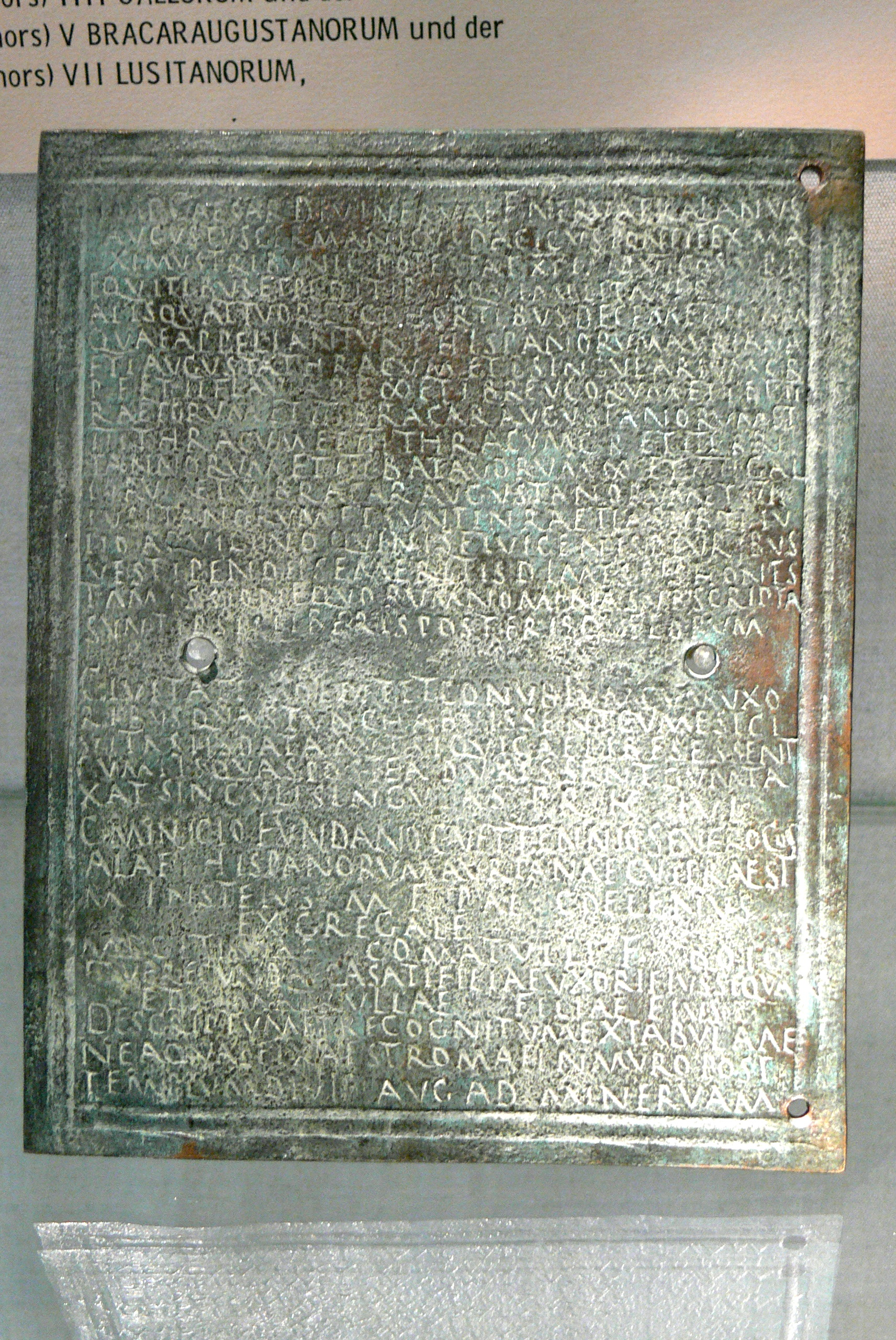
Militärdiplom für Mogetissa
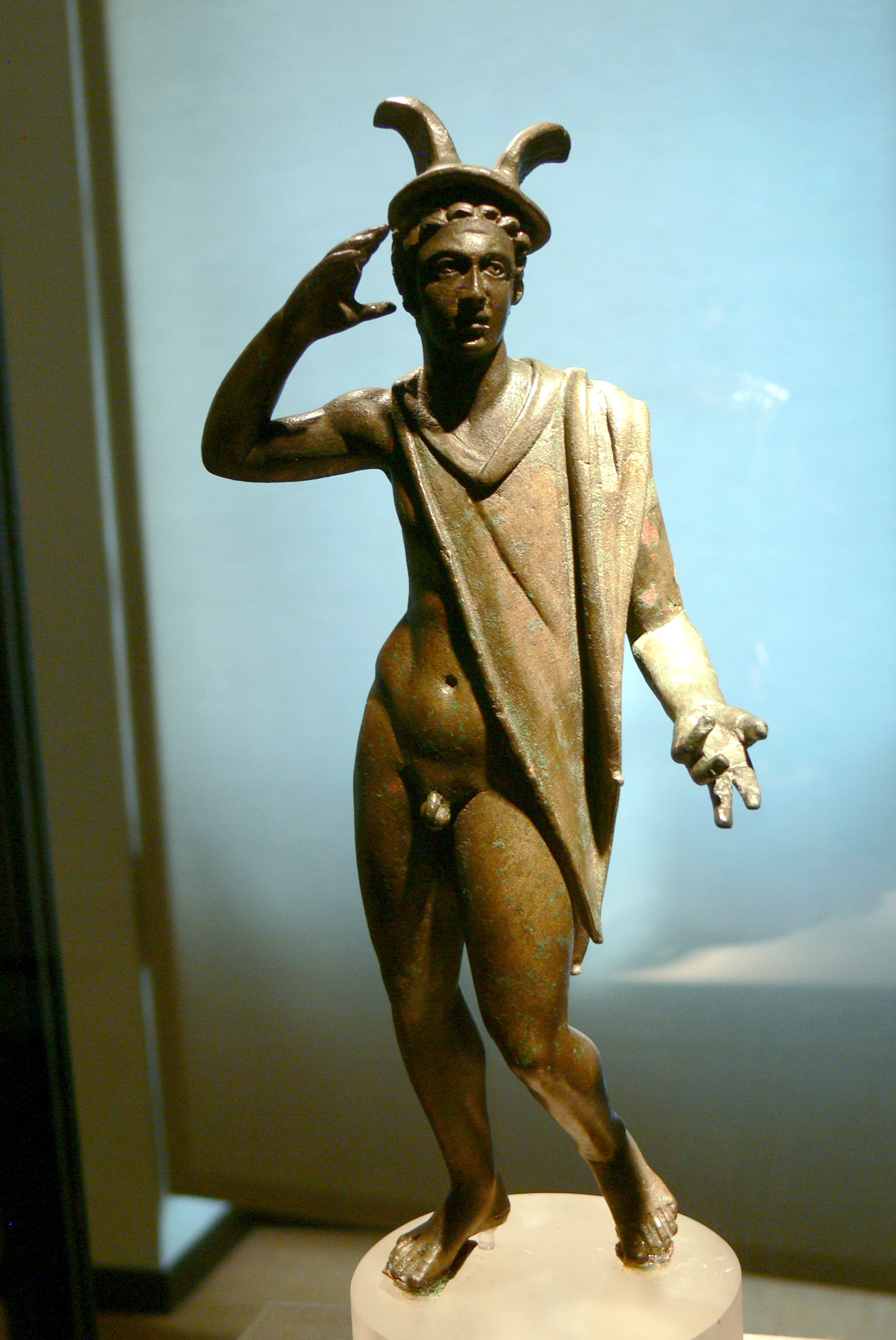
Merkurstatuette aus dem Schatzfund von Weißenburg

### Entstehung des mittelalterlichen Ortes
Es gibt keine Belege für die direkte Fortführung der Siedlung um das Kastell nach dem Abzug der Römer. Vielmehr deuten Reihengräberfriedhöfe auf eine merowingische Neubesiedlung etwa 600 Meter östlich des ehemaligen Kastells hin. Dieses fränkische Dorf am heutigen Stadtbach oder Volkammersbach hob sich im 7. Jahrhundert nicht von den anderen Dörfern der Umgebung ab. Die erste Pfarrkirche St. Martin unterhalb der heutigen Schranne ist ein Hinweis auf ein Dorf in der späten Merowinger- und frühen Karolingerzeit. Neben diesem Dorf entstand um das Ende des 7. Jahrhunderts im Westen ein Königshof, der wahrscheinlich zur sogenannten Regnitz-Rezat-Linie gehörte. 793 n. Chr. hielt sich vermutlich Karl der Große in der Stadt während des Baus der Fossa Carolina weiter südlich auf.
Die erste urkundliche Erwähnung von Weißenburg war am 14. Juni 867 als „Uuizinburc“ in der Schenkungsurkunde König Ludwigs des Deutschen an das Kloster Metten. Im Jahre 1028 wurde die Stadt Königsgut der Salier, später der Staufer. In dieser Zeit wurde das Benediktinerkloster Peter und Paul auf dem Wülzburger Berg gebaut.

### Mittelalter, Reformation und napoleonische Zeit

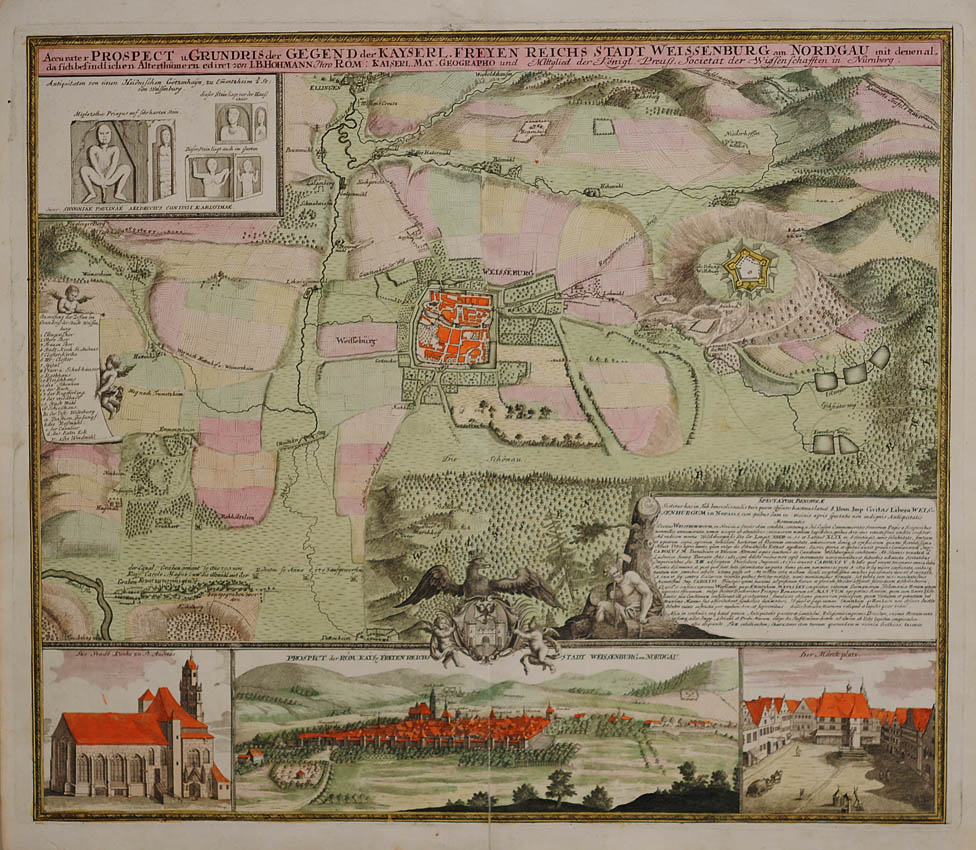
Um 1725 entstandener Kupferstich von Johann Baptist Homann, der als Prospekt und Grundriss von Weißenburg diente.

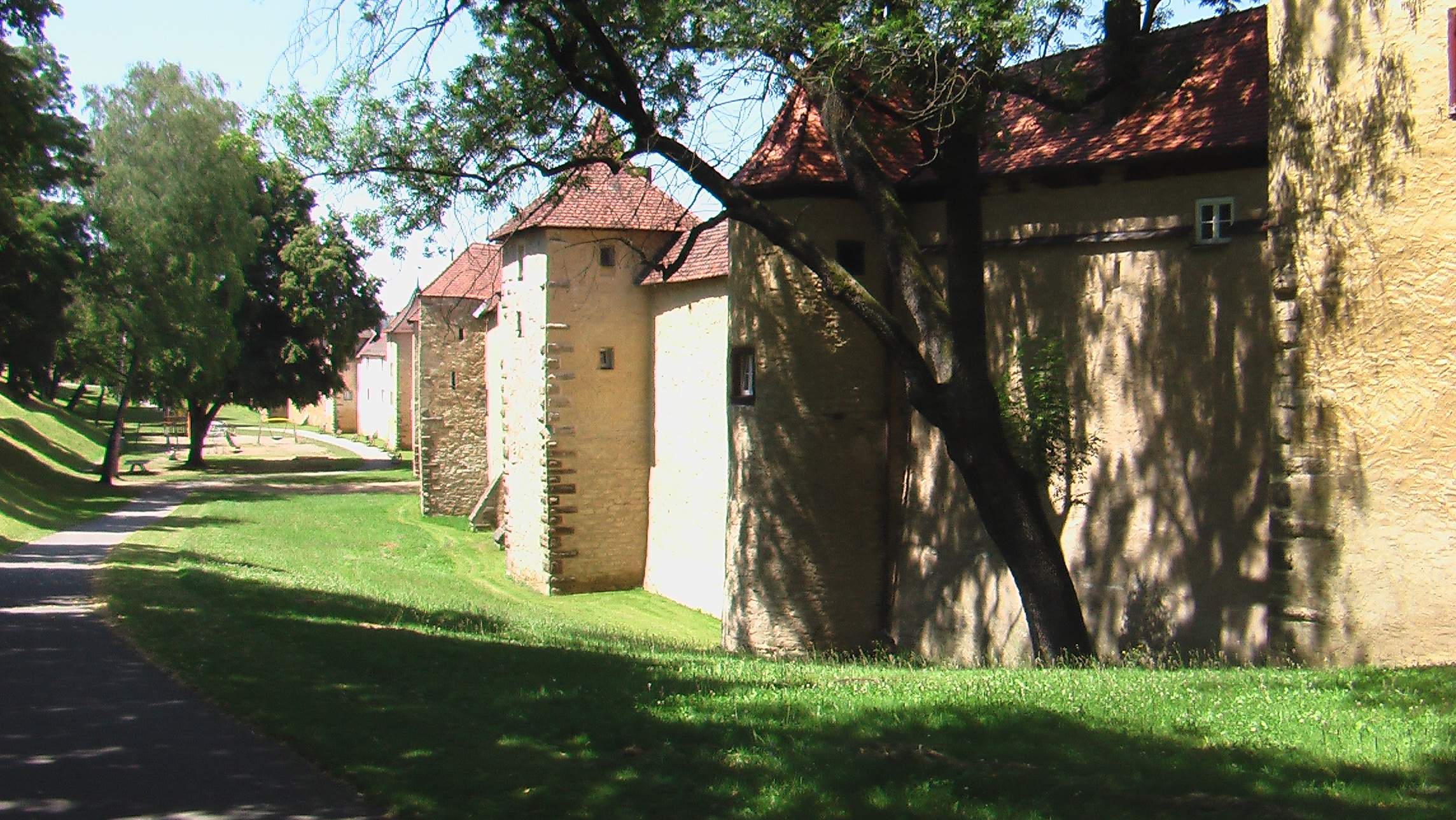
Schießgrabenmauer

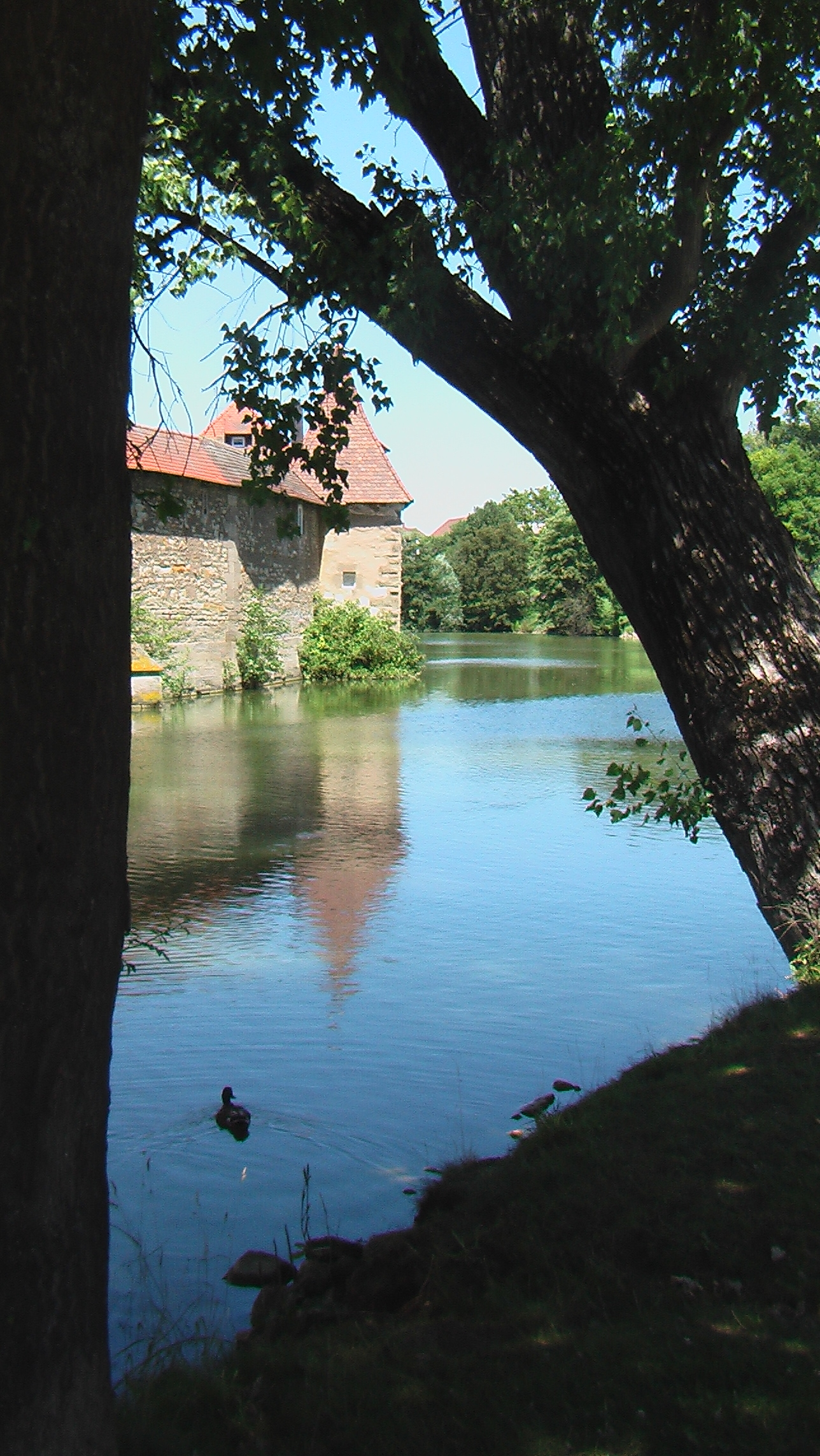
Seeweihermauer

Die erste Stadtmauer stammt aus dem 12. und 13. Jahrhundert (Obertor = 1110, Spitaltor = 1152). Im 14. Jahrhundert wurde mit einem kaiserlichen Steuerprivileg die Stadtmauer nach Süden hin verlagert. Zusätzlich zur Mauer wurde noch ein 30 Meter breiter Graben um die Stadt angelegt, der im südlichen Teil mit Wasser gefüllt war und noch heute ist. Die Stadtmauer hatte mehrere Dutzend Türme, von denen nur noch 38 erhalten sind. Die meisten Türme haben eine viereckige Grundform. Der Scheibleinsturm ist der einzige noch erhaltene runde Turm; der Fünfeckturm ist der einzige fünfeckige Turm.
Die Stadtwerdung erfolgte im 12. Jahrhundert. Im Jahre 1188 wurde burgus Wicenburch cum omnibus suis pertinenciis (dt. die befestigte Stadt Weißenburg mit all ihrem Zubehör) in einem Vertrag zwischen Kaiser Friedrich I. Barbarossa und König Alfons VIII. von Kastilien, in dem die Ehe zwischen Friedrichs Sohn Konrad und Alfons Tochter Berengaria vereinbart wurde, erwähnt. Die Stadt gehörte mit weiteren 29 staufischen Gütern zur Morgengabe der Braut. Allerdings wurde diese Heirat niemals vollzogen.
In der Reichssteuer-Matrikel von 1241 wird Weißenburg benannt (66. Item de Wizenburc XL mr). In einem Krieg zwischen den Herzögen von Oberbayern und den Marschällen von Pappenheim wurde Weißenburg im Jahr 1262 durch Ludwig den Strengen völlig zerstört. 1296 wurde das wieder aufgebaute Weißenburg eine Reichsstadt, die die ärmste fränkische Reichsstadt war. 1322 nahm vermutlich eine Gruppe von Weißenburgern an der Schlacht bei Mühldorf unter Seyfried Schweppermann teil. Im Jahre 1327 wurde die St.-Andreas-Kirche, die Stadtkirche Weißenburgs, geweiht. 1338 schenkte Ludwig der Bayer der Stadt den Stadtwald, der jahrhundertelang die wichtigste Geldquelle der Stadt war. Im Jahre 1377 wurde die Ratsverfassung verfasst, wodurch im Rat der Stadt das Patriziat vom Bürgertum abgelöst wurde. Im Jahre 1447 wurde der Stadt ein bürgerliches Spital gestiftet, welches mit dem Spital der Karmeliter konkurrierte. 1481 überschuldete sich die Stadt so sehr, dass der König den gesamten Rat ins Gefängnis werfen ließ und einen neuen Rat einsetzte. 1490 schien die Finanzkrise überwunden zu sein, weshalb ein Umbau der Stadtkirche geplant war, der aber wegen Geldmangels kürzer gesetzt werden musste. Von 1449 bis 1450/51 verzögerten sich mehrere Bauprojekte wegen des süddeutschen Städtekriegs. Ab 1500 gehörte Weißenburg zum Fränkischen Reichskreis.
Am 15. November 1530 wurde mit einer großen Mehrheit in der St.-Andreas-Kirche beschlossen, die Confessio Augustana anzunehmen und dadurch evangelisch zu werden. 454 Bürger waren zur Abstimmung gekommen und entschieden sich mit überwältigender Mehrheit für den evangelischen Glauben. Lediglich sieben Bürger wollten weiter bei ihrem katholischen Glauben bleiben und verließen schon bald darauf die Stadt. Wegen der möglichen Konsequenzen war das, wie auch in Windsheim, ein gewagter Schritt für diese kleinen Reichsstädte. Um diese Zeit besuchte Philipp Melanchthon zweimal nachweislich die Stadt. Als eine der ersten Reichsstädte erklärte sie auf dem Reichstag in Augsburg 1530 öffentlich ihr Bekenntnis zur Confessio Augustana. Von 1588 bis 1610 baute das Fürstentum Ansbach das Kloster auf dem Wülzburger Berg zur Artilleriefestung Wülzburg um, trotz des Widerstands des Deutschen Ordens, des Bistums Eichstätt, der Marschälle von Pappenheim und der Reichsstadt Weißenburg. 1590 ließ der Rat auf der Grundlage eines theologischen Gutachtens die angebliche Hexe Margarethe Seybold foltern und hinrichten, ebenso wie die Magd Anna Frank. Eine weitere Frau starb 1591 an den Folgen der ‚peinlichen Befragung‘.

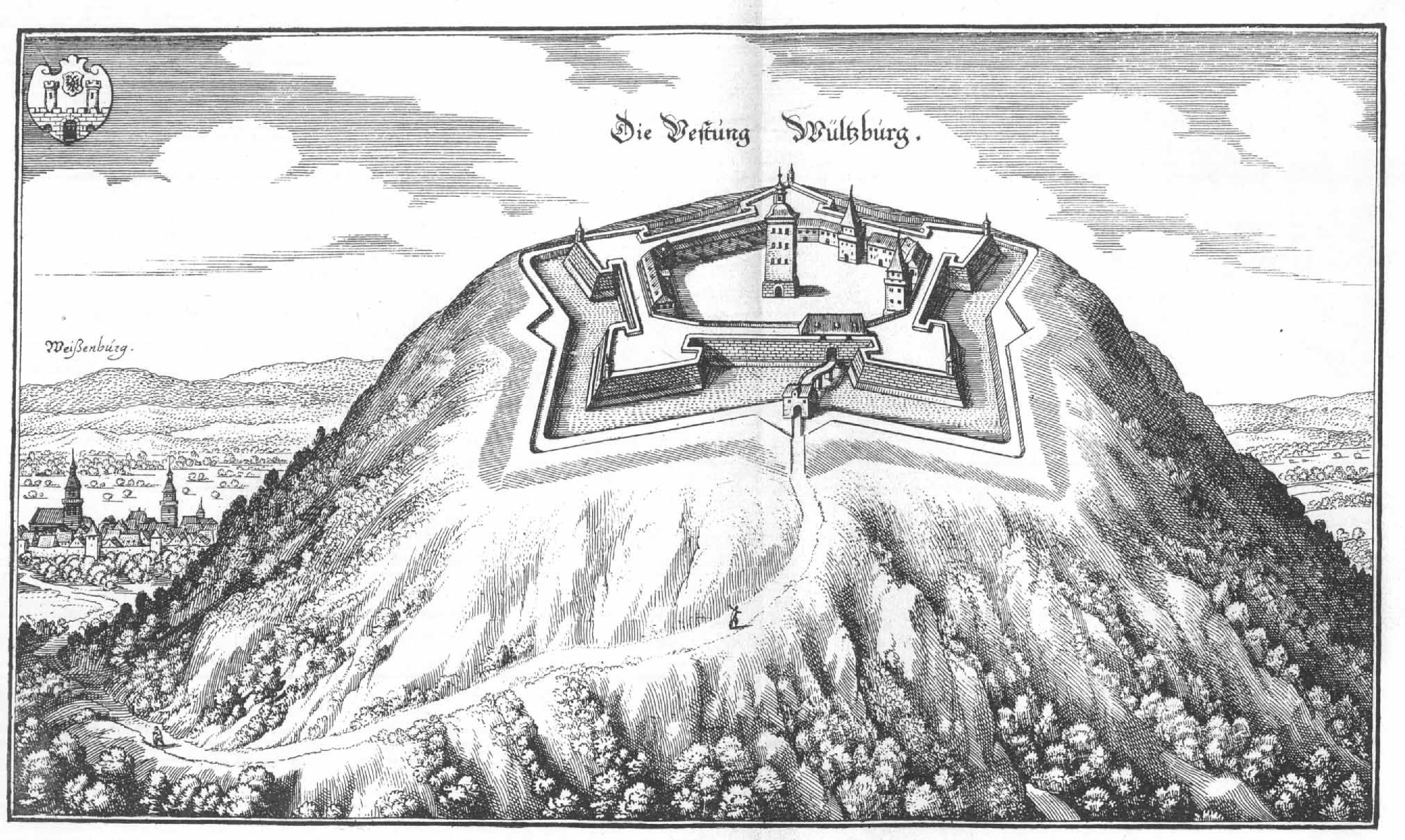
Die Festung Wülzburg 1656

Im Dreißigjährigen Krieg wurde die Stadt wegen der nahen Festung Wülzburg mehrfach belagert, beschossen und geplündert, am folgenschwersten im Januar 1647. Im Jahre 1631 wurde die Festung von den Truppen von Tilly eingenommen und 1634 niedergebrannt. 1688, 40 Jahre nach dem Ende des Krieges, standen immer noch 29 Gebäude in Weißenburg leer und erst am Ende des 17. Jahrhunderts wurden Neubauten erstellt. Trotzdem gelang es der Stadt, nach dem Friedensschluss alle früheren Rechte zurückzuerhalten. Während der Koalitionskriege wurde die Stadt wiederholt besetzt. 1798 wurden die Räuber der Großen Fränkischen Diebes- und Räuberbande in der Wülzburg inhaftiert, darunter Franz Troglauer. Einige wurden hingerichtet, andere wurden ins Zuchthaus gebracht. Ab 1801 verkaufte Weißenburg aus Geldnot seine Stadtmauer. Im September 1802 verlor die Stadt ihre Reichsfreiheit, kam zuerst an Kurbayern, dann 1804 an Preußen und 1806 endgültig zum Königreich Bayern. Erst im 19. Jahrhundert wuchs Weißenburg über seine mittelalterlichen Mauern hinaus.
Die erweiterte Namensbezeichnung der Stadt, die vor allem zur Unterscheidung von dem elsässischen Weißenburg diente, änderte sich von Weißenburg am Sand oder Weißenburg am Nordgau (18. Jahrhundert) zu Weißenburg in Bayern. Weißenburg lag am Nordgau, gehörte jedoch nicht dazu. Das Sandgebiet, das sich von Bamberg über Nürnberg aus nach Süden bis Weißenburg erstreckt, gab in jener Zeit auch Roth am Sand seinen Namen.

### Jüngere Geschichte
Im Jahre 1808 wurde das Landgericht Weißenburg errichtet, das zunächst zum Altmühlkreis, ab 1810 zum Oberdonaukreis und ab 1817 zum Rezatkreis gehörte, der 1838 in Mittelfranken umbenannt wurde. Die Landgerichte von Ellingen und Pappenheim bildeten ab 1862 mit dem Landgericht Weißenburg das Bezirksamt Weißenburg. Die Stadt Weißenburg schied 1863 aus dem Bezirksamt Weißenburg aus und wurde eine kreisunmittelbare Stadt. Im Rahmen der Gemeindegebietsreform 1972 wurden der Landkreis Weißenburg in Bayern, der Landkreis Gunzenhausen sowie die bisher kreisfreie Stadt Weißenburg zu einem neuen Landkreis vereinigt mit dem Namen Landkreis Weißenburg-Gunzenhausen.

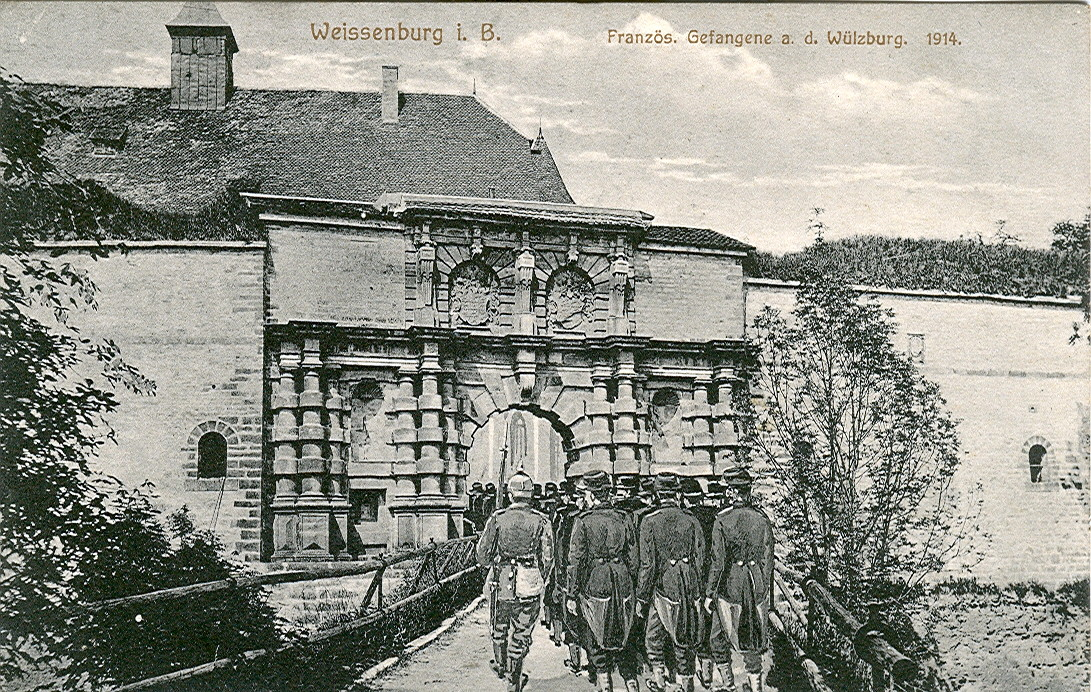
Postkarte von 1914 mit französischen Kriegsgefangenen auf der Wülzburg

Im 19. Jahrhundert wurden viele Gebäude in der Altstadt abgerissen, zum Beispiel das Frauentor (1878), das Obertor (1874), der Schrecker-Turm (1824/1825) und ein Teil der Schanzmauer (1874). Der geplante Abriss des Ellinger Tors und des Alten Rathauses wurden nie realisiert. Im Jahre 1882 kaufte die Stadt Weißenburg fast die gesamte Wülzburg auf, die seit Jahren leer stand. Am 29. Juli 1821 unterschrieb König Maximilian I. Joseph ein Edikt, mit dem die Stadt den nahen Stadtwald als Kommunaleigentum erhielt. 1904 wurde der Namenszusatz in Bayern gewählt; der Zusatz in Franken war nie im Gespräch. Die Festung Wülzburg war während des Ersten und Zweiten Weltkriegs ein Gefangenenlager. Im Jahre 1918 war der spätere französische Präsident Charles de Gaulle Kriegsgefangener in der Wülzburg.
Der Erste Weltkrieg forderte von den Einwohnern des Stadtgebietes Weißenburg 174 Todesopfer, von denen der heutigen Gemeindeteile nochmal 126 Tote. Die meisten davon starben auf den Schlachtfeldern in Frankreich und Belgien.
Der einzige Bombenangriff während des Zweiten Weltkrieges auf Weißenburg fand am 23. Februar 1945 gegen 12:30 Uhr im Zuge der Operation Clarion statt. Ein Bomber vom Typ Boeing B-17 „Flying Fortress“ der United States Army Air Forces hatte den Anschluss an seine Staffel verloren und warf seine eigentlich für das benachbarte Ellingen bestimmte Bombenlast von 1800 kg Splitterbomben auf den südlichen Bereich des Platzes Am Hof ab. Dabei wurden 22 Menschen getötet, darunter neun Kinder. Ein Gedenkstein am Südfriedhof erinnert an die Opfer. Kriegsende war in Weißenburg am 23. April mit dem kampflosen Einmarsch der US Army. Von 1946 bis 1947 wurden während des Weißenburger Pogromprozesses 57 Personen verurteilt, darunter der damalige Weißenburger Bürgermeister Michael Gerstner. Weißenburg gehörte zur Amerikanischen Besatzungszone. Etwa 6000 Heimatvertriebene aus dem Sudetenland und Schlesien ließen sich in Weißenburg nieder.

### Einwohnerentwicklung
| Jahr | Einwohner |
| ---- | --------- |
| 1840 | 7.952     |
| 1871 | 8.238     |
| 1900 | 9.638     |
| 1925 | 10.952    |
| 1939 | 11.634    |
| 1950 | 18.112    |
| 1961 | 17.591    |
| 1970 | 18.076    |

| Jahr | Einwohner |
| ---- | --------- |
| 1987 | 17.445    |
| 1991 | 18.029    |
| 1995 | 17.987    |
| 2000 | 17.763    |
| 2005 | 17.699    |
| 2010 | 17.513    |
| 2015 | 17.976    |
| 2017 | 18.328    |

Einwohnerentwicklung von Weißenburg von 1840 bis 2017 nach nebenstehender Tabelle

Weißenburg ist die größte Stadt im Landkreis Weißenburg-Gunzenhausen. Im Jahr 2009 waren 9103 Einwohner weiblich und 8416 männlich. Es gab 130 Lebendgeborene, 246 Verstorbene, 756 Zuzüge und 738 Wegzüge. In der Stadt gibt es 4398 Wohngebäude mit 8593 Wohnungen. Die Einwohner haben durchschnittlich eine Wohnfläche von 44,97 Quadratmeter zur Verfügung, was leicht über dem bayrischen Durchschnitt von 42 Quadratmeter liegt. Gut 53 % der Bevölkerung gehören dem evangelischen Glauben, knapp 29 Prozent dem katholischen Glauben und rund 17 Prozent anderen Glaubensrichtungen an, hauptsächlich der islamischen, oder keiner.

### Eingemeindungen
Die Eingemeindungen im Rahmen der Gemeindegebietsreform fanden am 1. Juli 1972 und am 1. Mai 1978 statt. Von der am 1. Mai 1978 aufgelösten Gemeinde Weiboldshausen kam der Gemeindeteil Hagenbuch mit etwa 250 Einwohnern zu Weißenburg.
| Ehemalige Gemeinde | Eingemeindungsdatum |
| ------------------ | ------------------- |
| Dettenheim         | 1. Juli 1972        |
| Emetzheim          | 1. Mai 1978         |
| Haardt             | 1. Mai 1978         |
| Holzingen          | 1. Juli 1972        |
| Kattenhochstatt    | 1. Juli 1972        |
| Oberhochstatt      | 1. Mai 1978         |
| Rothenstein        | 1. Juli 1972        |
| Suffersheim        | 1. Mai 1978         |
| Weimersheim        | 1. Juli 1972        |

## Politik

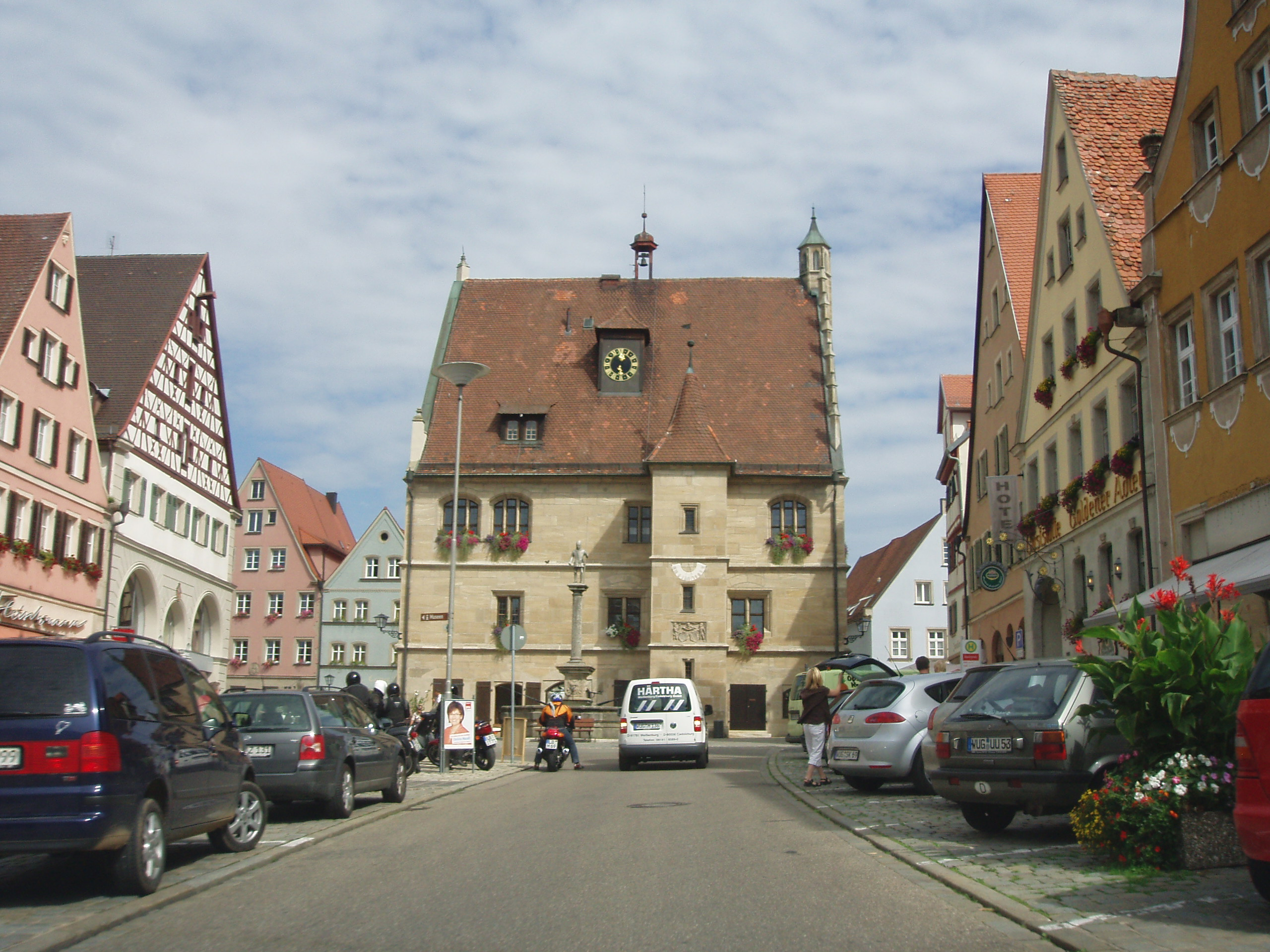
Altes Rathaus

### Stadtrat
Zusammensetzung des Stadtrates (Stand Kommunalwahl am 15. März 2020):
- CSU: 10 Sitze
- SPD: 5 Sitze
- Bündnis 90/Die Grünen: 4 Sitze
- FW: 4 Sitze
- Die Linke: 1 Sitz

### Oberbürgermeister der Stadt
- 1807–1821 Johann Jakob Roth
- 1821–1825 Georg Friedrich Zencker
- 1826–1832 Karl Meyer
- 1832–1834 Christian Böhm
- 1834–1846 Georg Adam Voltz
- 1846–1854 Karl Castner
- 1854–1887 August Fleischmann
- 1887–1897 Wilhelm Söldner
- 1897–1898 Friedrich Krebs
- 1898–1905 Hans Küfner
- 1906–1920 August Lober
- 1920–1927 Karl Danler
- 1927–1933 Hermann Fitz

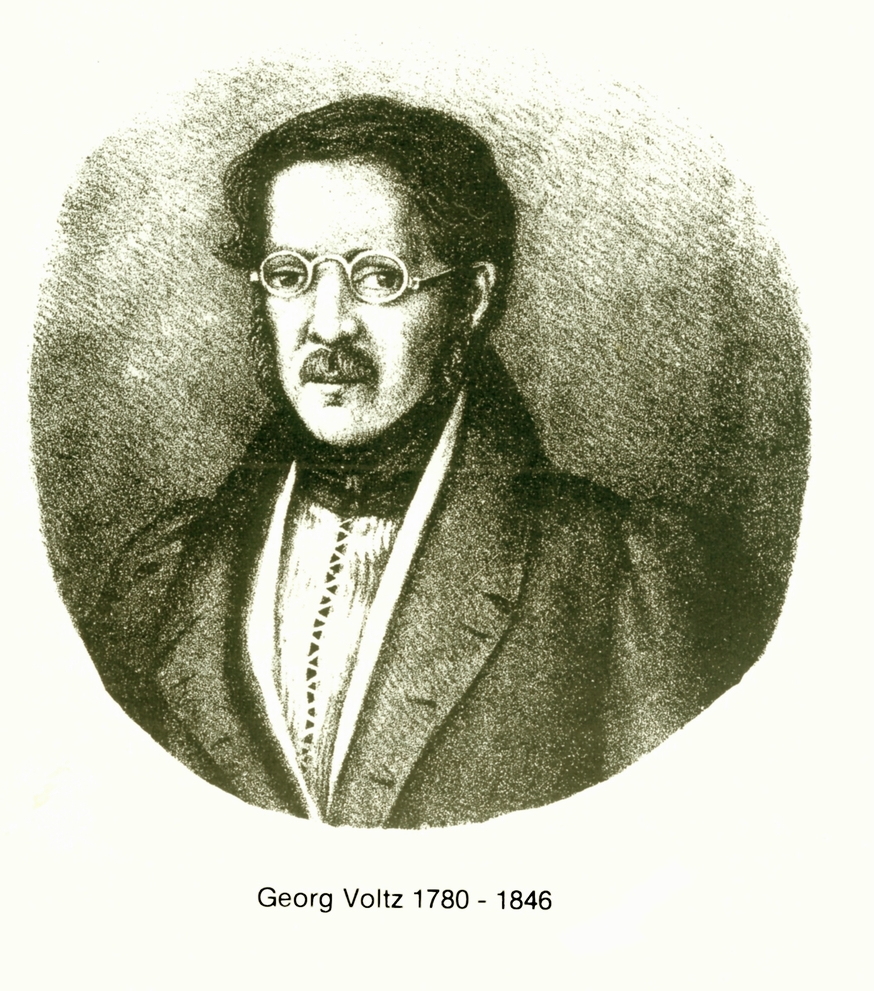
Georg Voltz

- 1934–1945 Michael Gerstner (NSDAP)
- 1945–1948 Friedrich Traber
- 1949–1960 Ludwig Thumshirn (SPD)
- 1960–1972 Horst Lenz (parteilos, von CSU unterstützt)
- 1972–1984 Günther W. Zwanzig (SPD)
- 1984–2008 Reinhard Schwirzer (CSU)
- Seit 2008 Jürgen Schröppel (SPD)[32]

### Patenschaft
Im Jahre 1955 wurde die Patenschaft für die vertriebenen Sudetendeutschen aus den Städten Kaaden, Duppau und Klösterle an der Eger sowie dem Kreis Kaaden übernommen. Zum 50-jährigen Jubiläum der Patenschaft wurde 2005 das Haus Kaaden im Reichsstadtmuseum eröffnet.

### Städtepartnerschaften und -freundschaften
Weißenburg hat nach Angaben des Stadtarchivars „keine offiziellen Städtepartnerschaften“. Zu einigen Städten gibt es freundschaftliche Beziehungen, die nach Auskunft der Stadtverwaltung „derzeit ruhen“ (Stand November 2022).
- Weißenburg im Elsass, Frankreich (seit 1969)
- Székesfehérvár (Stuhlweißenburg) in Ungarn (seit 1972)
- Weissenburg im Simmental, Schweiz (seit 1973)
- Chichester, England (seit 1979)
- Valka, Litauen[34]

Darüber hinaus ist der Landkreis Weißenburg-Gunzenhausen mit einer finnischen Kleinstadt verpartnert:
- Orimattila (P) (seit 1962)

### Wappen
| | Blasonierung: „In Rot eine silberne Burg mit zwei Zinnentürmen, darüber schwebend ein goldener Schild mit schwarzem Doppeladler.“ |
| Wappenbegründung: Der schwarze Doppeladler ist der Reichsadler und weist auf das Heilige Römische Reich hin, als Weißenburg eine Freie Reichsstadt war. Von 1808 bis 1835 stand im kleinen Schild anstelle des Adlers ein großes W. 1481 erhielt Weißenburg vom Kaiser Friedrich III. sein Stadtwappen. | |

## Sehenswürdigkeiten

### Bauwerke

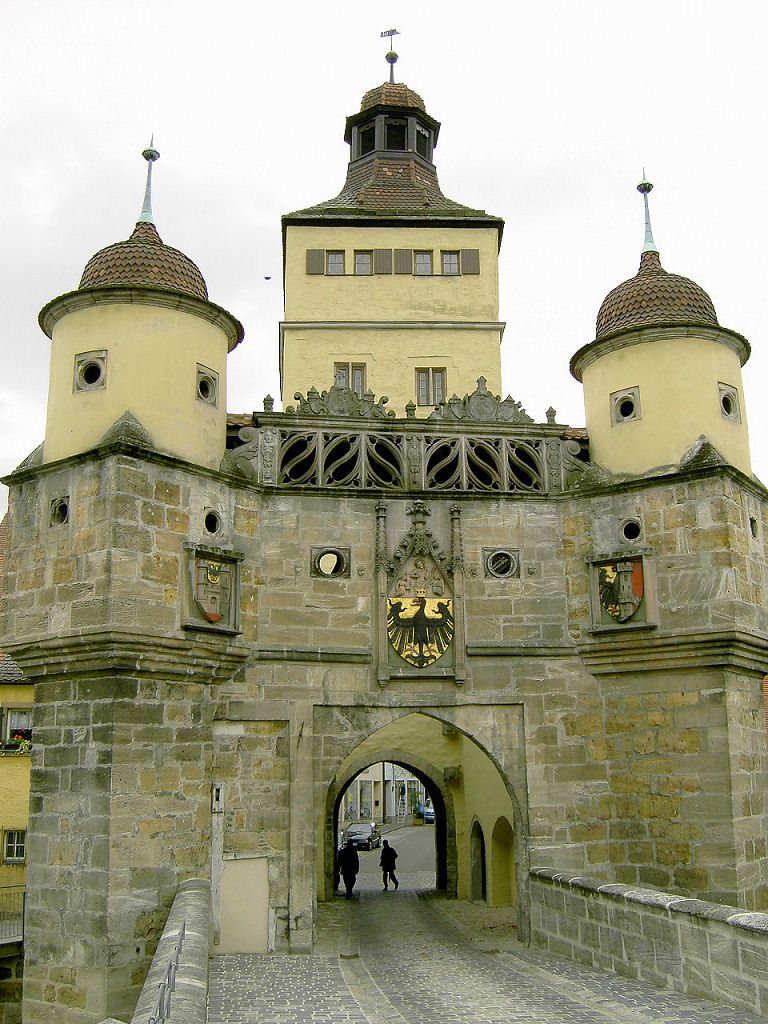
Ellinger Tor

- Von den drei Stadttoren ist nach Abbrüchen im späten 19. Jahrhundert noch das Ellinger Tor erhalten, das zwei Briefmarken der Deutschen Bundespost zierte.
- Römische Thermen, eine alte römische Dorfanlage (Vicus) und Überreste des Römerkastells Biriciana
- Bismarckturm am Hang des Rohrbergs
- Die gesamte Altstadt von Weißenburg ist denkmalgeschützt. Das Stadtbild ist geprägt von spätmittelalterlichen Fachwerkhäusern und barocken Bürgerhäusern. In der Altstadt befinden sich die Alte Lateinschule, der Scheibleinsturm, das ehemalige Wildbad, das Alte Amtsgericht, das Blaue Haus, das Lebküchnerhaus, das Kleine Spital, die Kaserne, das Rosenbad, der Fünfeckturm, das Neue und das Alte Rathaus, sowie die Rosenstraße und die Plätze Am Hof und Luitpoldstraße. Zu den fünf ältesten Bürgerhäusern in der Weißenburger Innenstadt zählen das Haus Luitpoldstraße 16, das Haus Judengasse 14, das Haus Marktplatz 3, das Haus Rosenstraße 10 und das Haus Rosenstraße 18. Zu den Brunnen Weißenburgs zählen der Schweppermannsbrunnen, der Kaiser-Ludwig-Brunnen und der Millenniumsbrunnen.
- Im 19. Jahrhundert zogen die reichen Industriellen aus der dichtbesiedelten Stadt, die bis dahin fast nur aus der mittelalterlichen Altstadt bestand, in große Backsteinbauten oder klassizistische Villen wie die Stichvilla oder die Doerflervilla.

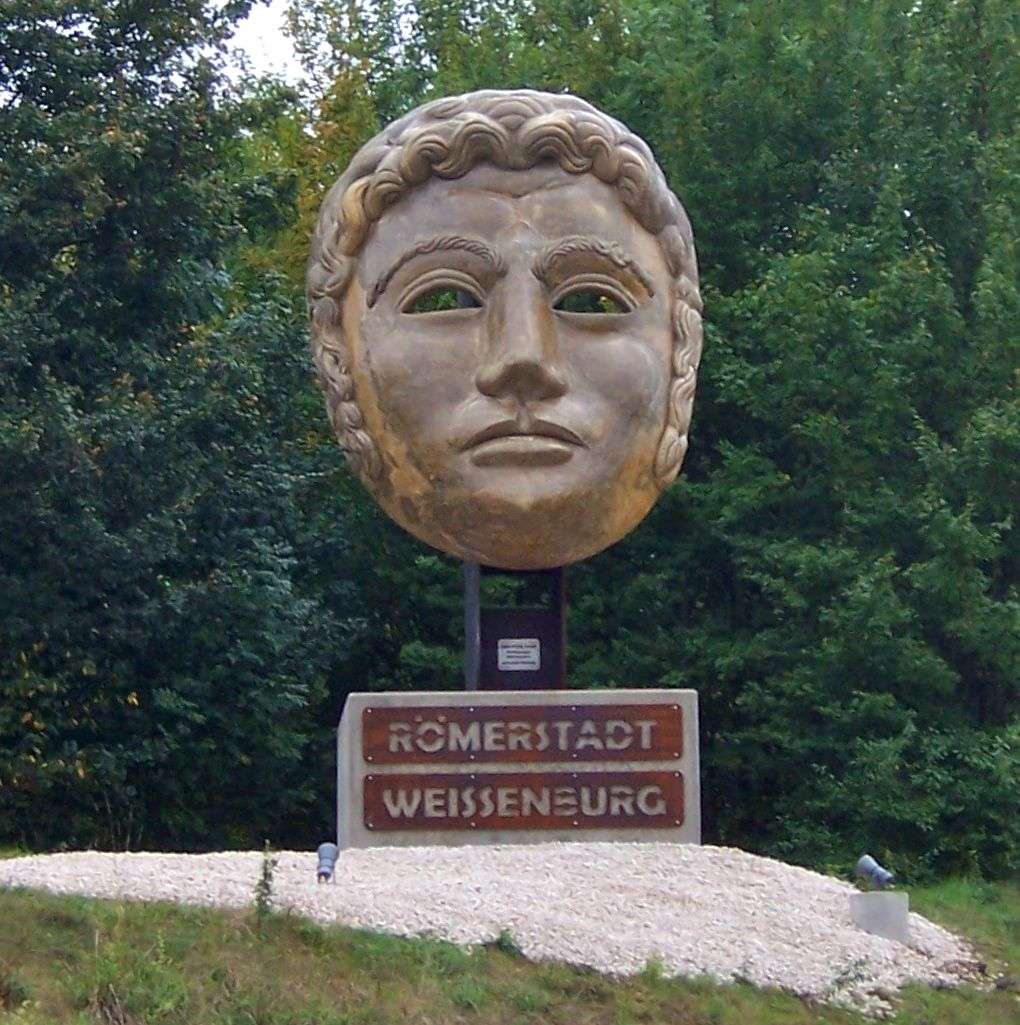
Die Römermaske von Roland Ottinger an der Bundesstraße nach Augsburg

- Das Bergwaldtheater Weißenburg ist eine Freilichtbühne. Es wurde 1928 nach Plänen des Gartenarchitekten Bernhard Nill in einem ehemaligen Steinbruch errichtet und 1929 mit einer Aufführung des Weißenburger Waldspiels von Johanna Arntzen eingeweiht.
- Die Fossa Carolina war eine im Jahr 793 gebaute Verbindung zwischen den großen Flusssystemen von Rhein/Main und Donau. Sie ist damit in gewisser Weise Vorläufer des Ludwig-Donau-Main-Kanals und des Main-Donau-Kanals. Einige Überreste des Bauwerkes befinden sich auf dem Stadtgebiet.
- Seit 1882 ist die gut erhaltene Renaissance-Festung Wülzburg auf einem nahen Berg oberhalb der Stadt im Besitz Weißenburgs. Sie war ursprünglich ein Benediktinerkloster, das 1588 in eine Festung umgewandelt wurde. Seit 1968 hat sie den Rang eines National bedeutenden Baudenkmals.
- Am 3. August 2015 wurde an der Bundesstraße 2 Richtung Augsburg an der Ausfahrt Römerbrunnenweg die Römermaske des Künstlers Roland Ottinger aufgestellt.[37]

### Kirchen

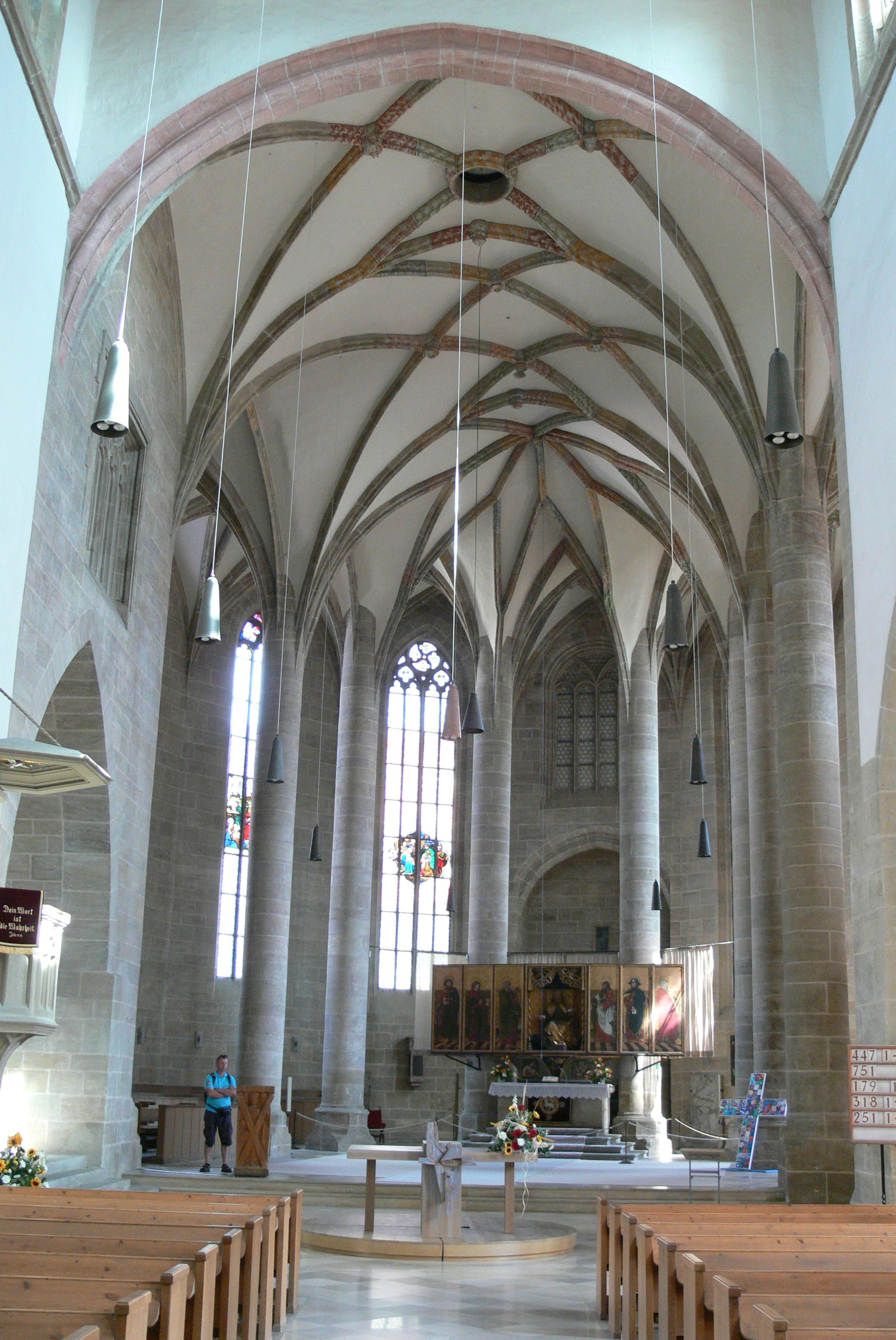
Innenraum der Stadtkirche St. Andreas

Die Urpfarrei St. Martin entstand um 700 im ältesten Teil der Altstadt. Im Jahre 1329 wurde die Martinskirche als Stadtkirche von der St.-Andreas-Kirche abgelöst. Im Zuge der Reformation im Jahr 1534 wurde sie profaniert. Im Jahre 1863 wurde sie abgebrochen und durch einen von Eduard Bürklein entworfenen Neubau, die heutige Schranne, ersetzt. Eine weitere, nicht mehr existierende Kirche wurde 1182 vermutlich auf den Grundmauern einer Kapelle gebaut und 1290 abgerissen. 1520 war anstelle der Synagoge eine hölzerne Marienkapelle geplant, die wegen der Reformation nie gebaut wurde.
Die gotische evangelische Stadtpfarrkirche St. Andreas wurde 1327 geweiht, um 1400 erweitert, 1891 erhöht und 1958 in ihre ursprüngliche gotische Gestalt zurückverwandelt. Der Hallenchor der denkmalgeschützten Kirche ist relativ hoch und gilt als herausragendes Werk der süddeutschen Spätgotik.
Im Jahre 1447 wurde die evangelische Spitalkirche zum Heiligen Geist errichtet und 1729 durch Gabriel de Gabrieli barockisiert. Sie bildete eine wichtige Geldquelle für die Reichsstadt.
Die katholische St.-Willibalds-Kirche wurde 1871 geweiht und mehrmals renoviert und restauriert.
Die katholische Heilig-Kreuz-Kirche vom Architekten Alexander von Branca wurde in den 1960er Jahren in Form eines griechischen Kreuzes erbaut.
Die evangelisch-methodistische Kirchengemeinde von Weißenburg hat ein eigenes Kirchengebäude, die Christuskirche.
Siehe auch: Liste von Sakralbauten im Landkreis Weißenburg-Gunzenhausen

### Klöster

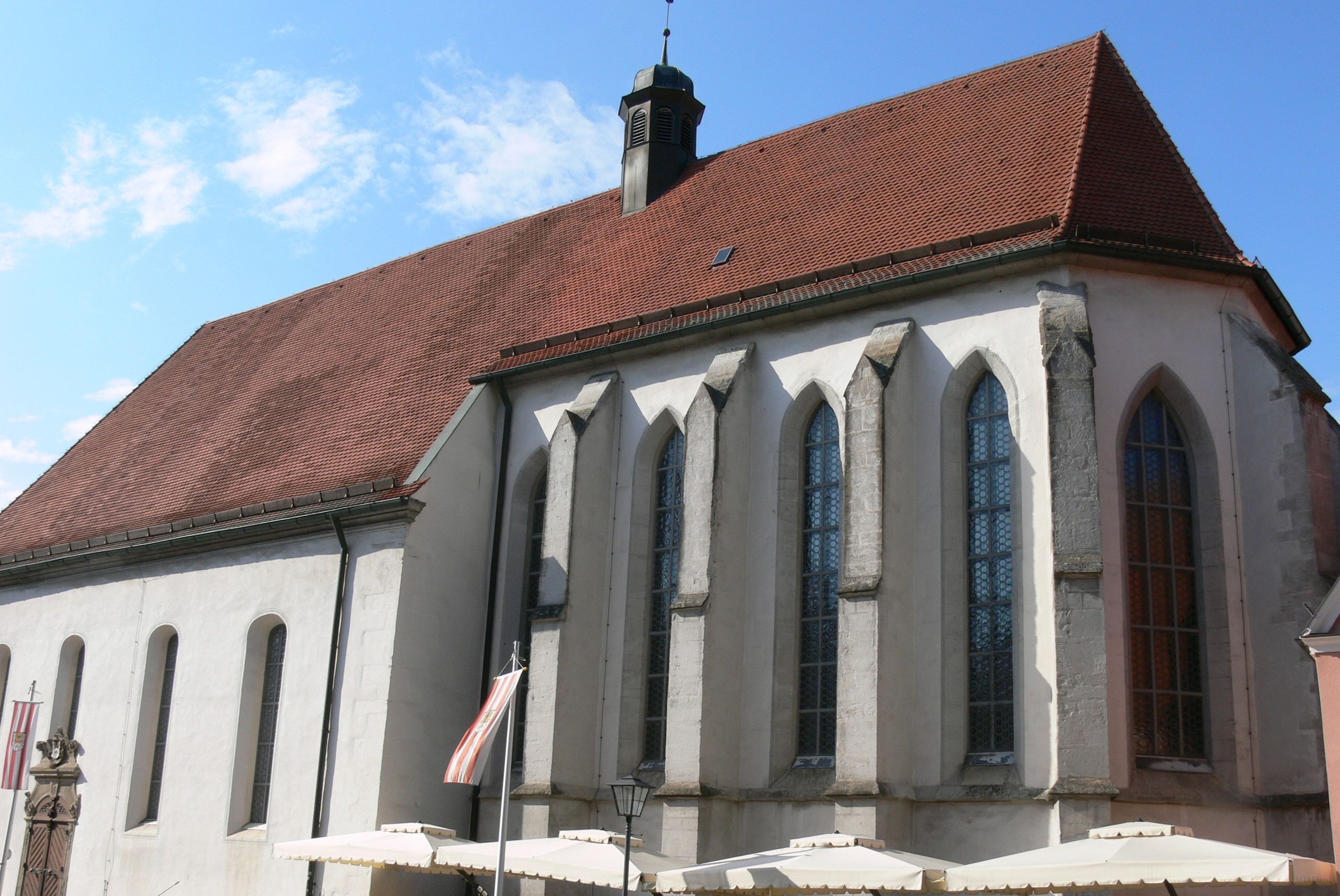
Das Karmeliterkloster

Das älteste Kloster der Stadt wurde 1238 als Frauenkloster nach den Regeln des Augustinus außerhalb der Stadtmauer gegründet. 1276 zogen die Nonnen nach schweren Schäden am Kloster im Städtekrieg 1262 nach Adlersberg. Durch die Stadterweiterung befand sich das leerstehende Gebäude mitten in der Kernstadt und wurde 1331 Spital, 1536 Sitz des markgräflichen Verwalters und ist seit 1812 ein Teil des Bezirksamts, jetzt Landratsamt Weißenburg-Gunzenhausen.
im Jahr 1325 zogen die Karmeliter nach Weißenburg und gründeten das Kloster Weißenburg. Das barockisierte Kirchengebäude ist seit 1983 das Kulturzentrum der Stadt.

## Kultur

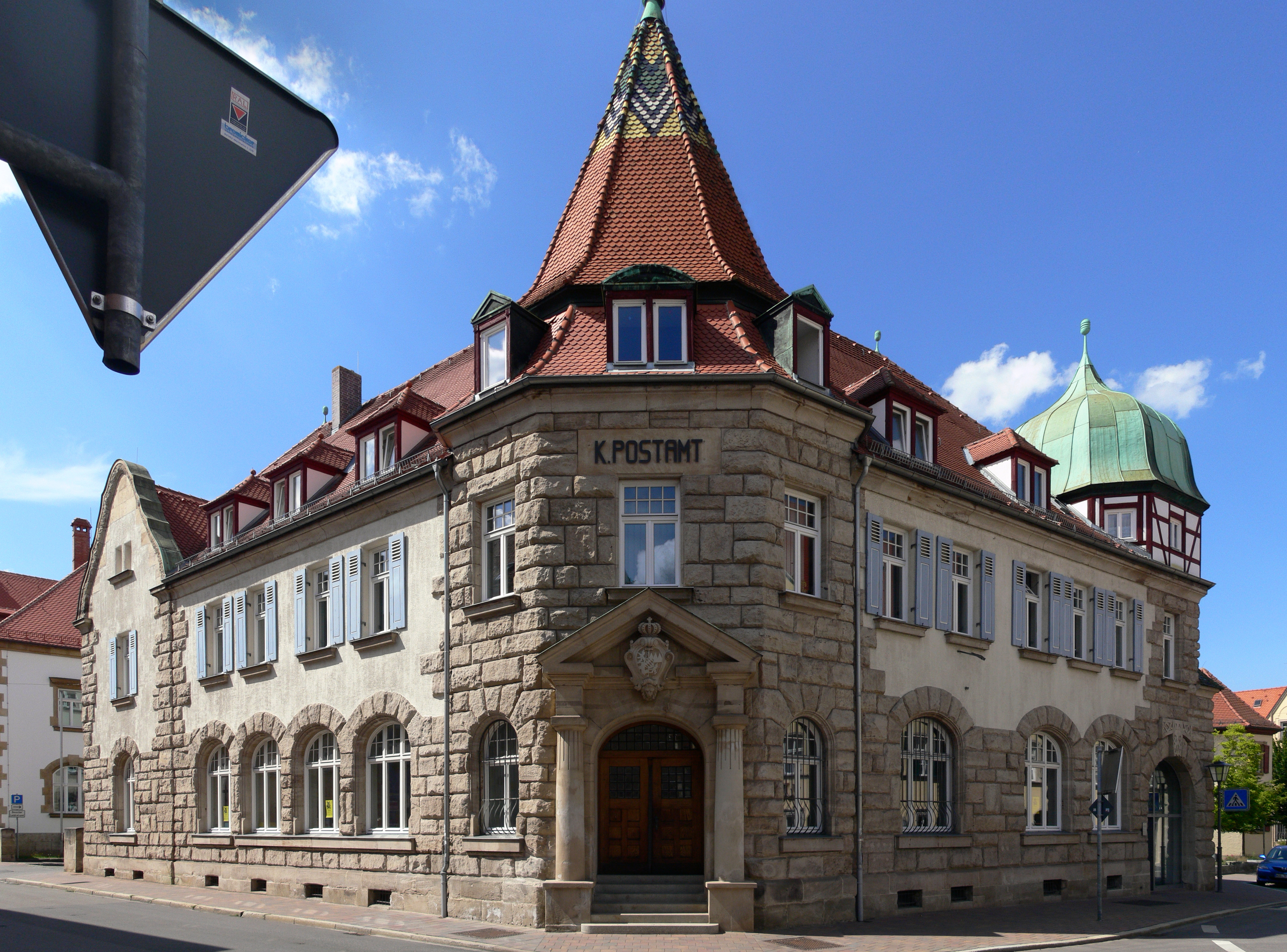
Die Stadtbibliothek Weißenburg ist in der Alten Post untergebracht

### Büchereien
Die Stadtbibliothek Weißenburg befindet sich in der Alten Post neben dem Landratsamt. Auf einer Fläche von 1000 Quadratmetern verfügt sie über einen öffentlichen Internetanschluss und über 42.000 Medieneinheiten. Nach einer Renovierung und Erweiterung wurde die Bücherei im Juli 2001 wiedereröffnet.
Die katholische öffentliche Bücherei Weißenburg in der Heilig-Kreuz-Kirche hat über 9000 Bücher.
Im Ellinger Tor befindet sich die Historische Ratsbibliothek Weißenburg, die jedoch nicht öffentlich zugänglich ist.

### Parkanlagen
Der Klostergarten des Karmeliterklosters wurde früher als Brauereihof genutzt. 1976 erwarb die Stadt Weißenburg die gesamte Anlage samt Klostergebäude. Während das Kloster zu einem Kulturzentrum umgebaut wurde, wurde der 719 Quadratmeter große Klostergarten im Jahr 2000 eröffnet. Dort befinden sich eine Statue der heiligen Walburga von Ernst Steinacker und ein Brunnen als Nachbildung eines Brunnens im Reichsstadtmuseum.
Der Stadtgarten war früher die Gartenanlage des Krankenhauses und ist seit 1985 ein öffentlicher Park mit einer Größe von einem Hektar. Der Stichvillenpark, auch Seeweiherpark genannt, wurde 1835 um die klassizistische Stichvilla im Stil der Englischen Gärten angelegt. Die Parkanlage befindet sich an der Seeweihermauer und ist 1,3 Hektar groß.

### Museen

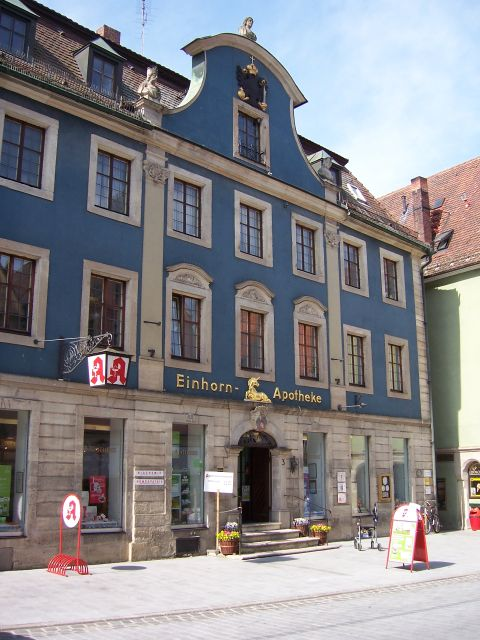
Apothekenmuseum

Im Apothekenmuseum in den Kellergewölben des Blauen Hauses an der Rosenstraße wird eine Apothekeneinrichtung aus der Zeit Ende des 19. Jahrhunderts gezeigt. Der Betreiber ist die 1979 gegründete Stiftung Kohl’sche Einhorn-Apotheke zur Erinnerung an den Apotheker und Limesforscher Wilhelm Kohl.
Das Römermuseum mit dem 1979 entdeckten Weißenburger Römerschatz ist ein Zweigmuseum der Archäologischen Staatssammlung München. Schwerpunkte der Ausstellung sind die vor- und frühgeschichtlichen Kulturen der Region. Im Römermuseum befindet sich das Bayerische Limesinformationszentrum. Das Reichsstadtmuseum mit den Themenbereichen Musik und Wissenschaft, Handel, Kirche, Handwerk und Zünfte macht die Geschichte der ehemaligen Reichsstadt Weißenburg anschaulich. 2005 wurde das Museum mit der Abteilung Haus Kaaden erweitert, das die Vertreibung der Deutschen aus der Tschechoslowakei nach dem Zweiten Weltkrieg und deren Integration im Raum Weißenburg thematisiert.
Das Brauereimuseum der Brauerei Schneider zeigt historische Braugeräte.

### Gedenkstätte Fallgarten/Russischer Friedhof

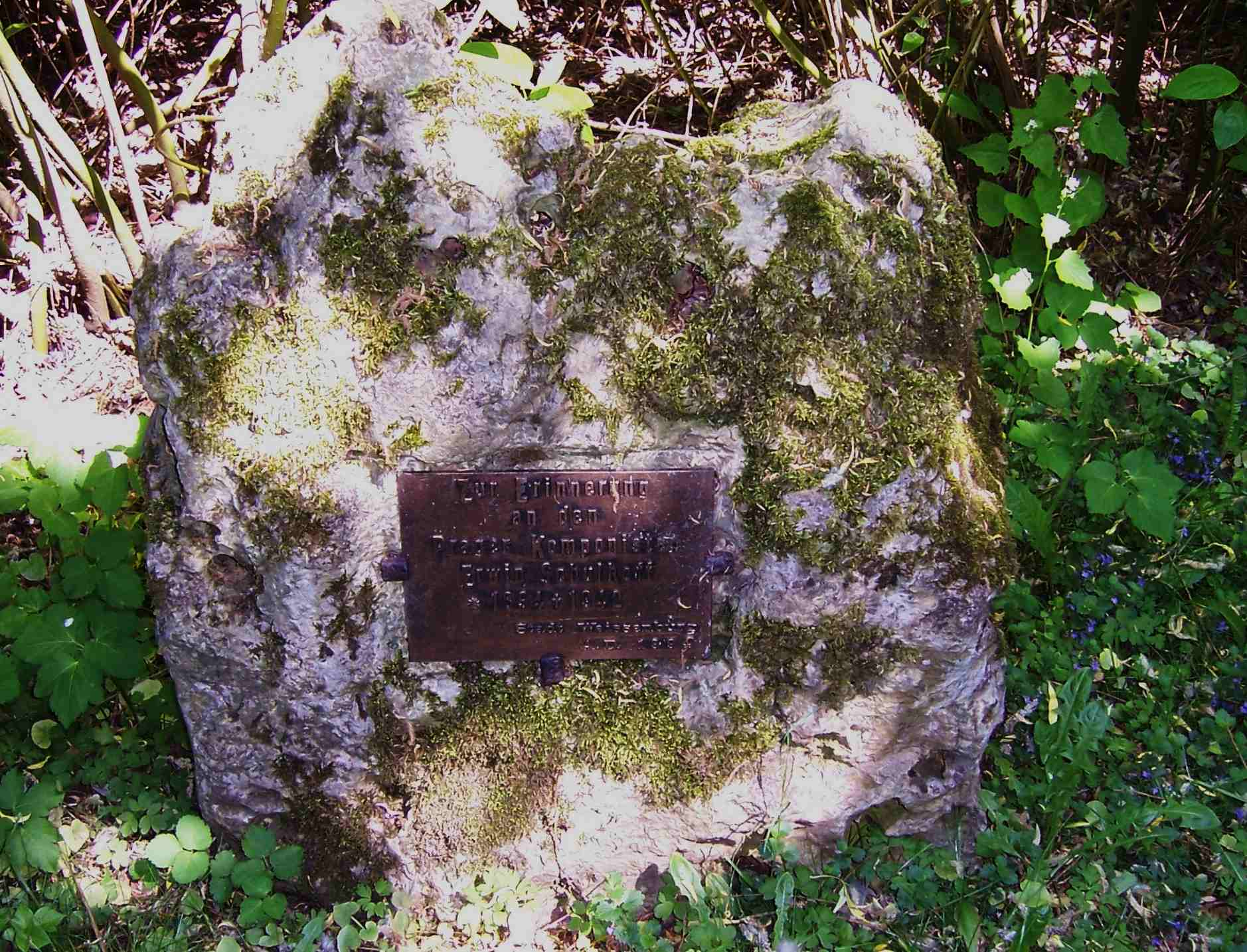
Gedenkstein an Erwin Schulhoff auf dem Russischen Friedhof

Von den während des Zweiten Weltkriegs auf der Wülzburg als Zwangsarbeiter untergebrachten sowjetischen Kriegsgefangenen verloren über 40 ihr Leben. Sie wurden im Fallgarten begraben, an sie erinnert ein Mahnmal ohne nähere Angaben zum Sachverhalt.

### Kulturzentrum Karmeliterkirche

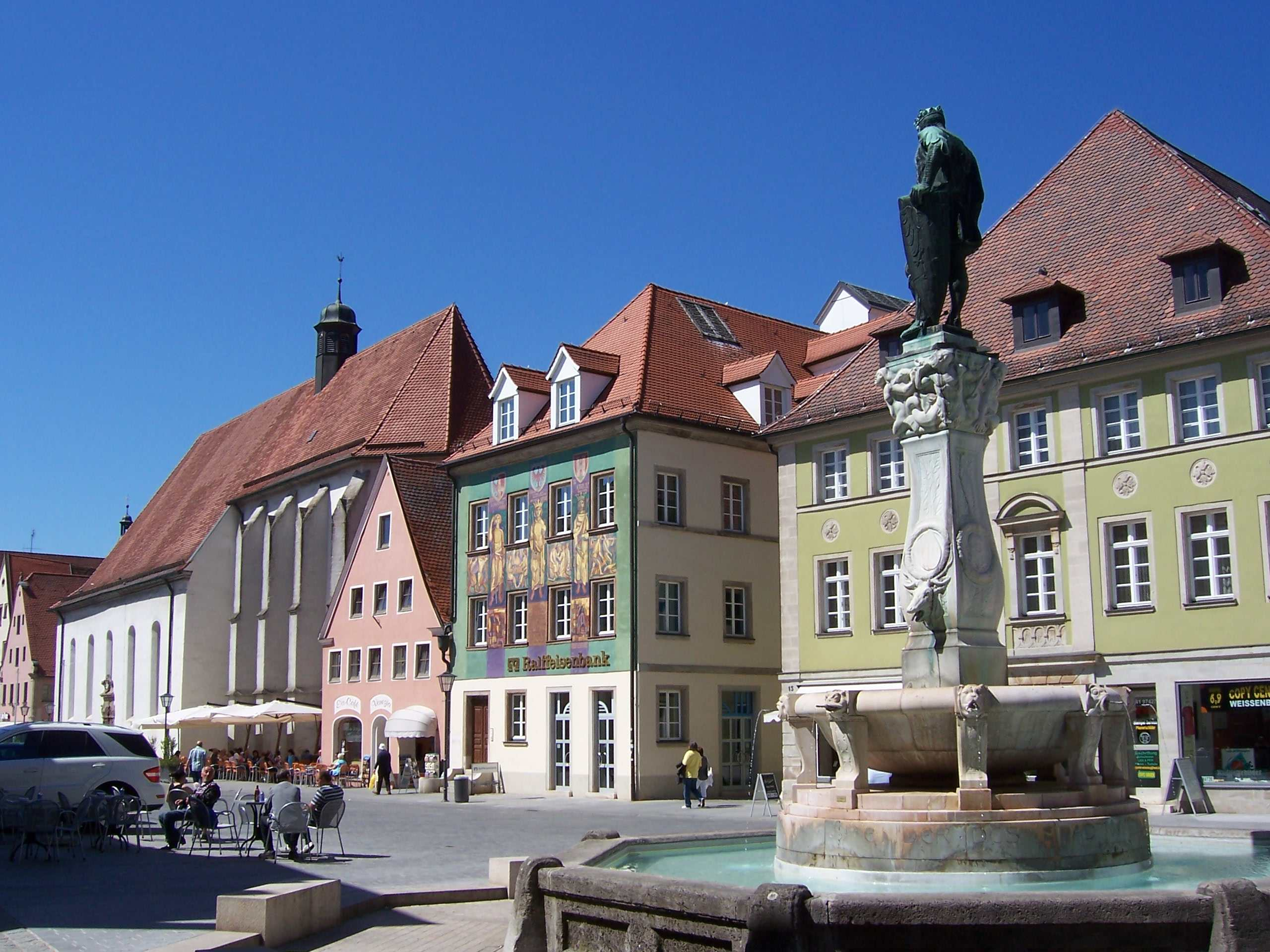
Das Kulturzentrum (links) vom Kaiser-Ludwig-Brunnen aus gesehen

1325 gründeten die Karmeliter ein Kloster in Weißenburg. 1544 kaufte die Reichsstadt Weißenburg das Kloster. Eine Barockisierung fand 1729 statt. 1976 erwarb die Stadt Weißenburg das einsturzgefährdete Gebäude und ließ es von 1981 bis 1983 renovieren. Am 15. Oktober 1983 wurde das Kulturzentrum Karmeliterkirche als Tagungs-, Ausstellungs- und Kongressgebäude der Stadt eröffnet.

### Kunst, Theater und Literatur

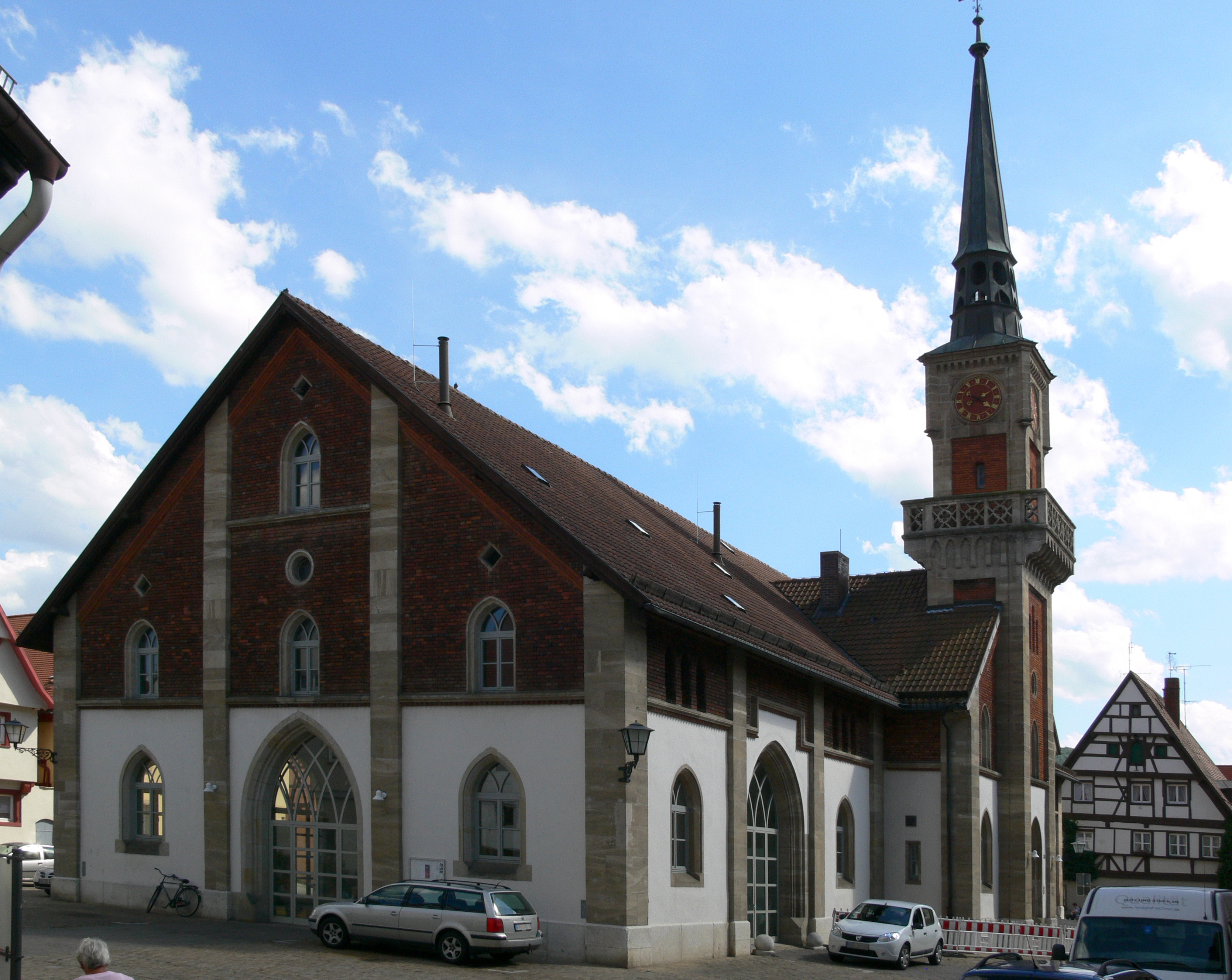
Die „Kunstschranne“

Neben Konzerten, Theateraufführungen und Sportveranstaltungen, die die Kreisverwaltung und die Stadt sowie die zahlreichen Vereine und Gruppierungen in Hallen, Museen und Bühnen wie dem Bergwaldtheater Weißenburg oder der Luna Bühne organisieren, ist in Weißenburg auch die Kunstszene aktiv. Immer wieder veranstalten Privatpersonen und Kunstvereine Vernissagen, Ausstellungen und Veranstaltungen, beispielsweise in der Weißenburger Schranne. Mit Carpe Diem existiert in der Region ein lokales Kulturmagazin. Die Stadt verleiht den Johann-Alexander-Döderlein-Kulturpreis.

### Weißenburger Kirchweih
An der Kerwa (Kirchweih) vom dritten bis vierten Sonntag im August treffen sich Weißenburger aus der ganzen Welt. Die erste urkundliche Erwähnung der Kirchweih war 1455. Der Kirchweihfestzug findet am vierten Augustsonntag statt. Mit geschätzten 70.000 Besuchern ist die Weißenburger Kirchweih das größte Volksfest im südlichen Franken. Die Auswanderer nach Amerika feierten im 19. Jahrhundert die Weißenburger Kirchweih in New York City.

### Sport und Vereinswesen
In Weißenburg gibt es viele Möglichkeiten, sich sportlich zu betätigen. So bieten die Sportvereine in ihren Sparten Sportarten von Basketball und Volleyball über Leichtathletik bis hin zu Schach und Tischtennis an. Zu den beliebtesten Sportarten gehört der Fußball. Die Fußballsparte des 1860 gegründeten TSV 1860 Weißenburg spielte 1974/75 in der Hauptrunde des DFB-Pokals. Im Zuge der touristischen Erschließung entstanden zahlreiche Wanderwege, die für Jogging und Nordic Walking benutzt werden können. In Weißenburg hat die German Golf Teachers Federation ihren Sitz.
Außerhalb des Sports sind die Bewohner in zahlreichen Schützenvereinen, Naturschutzorganisationen, Kirchenvereinigungen, Parteien und Jugendorganisationen aktiv. Viele organisieren sich in den Feuerwehren. Die Freiwillige Feuerwehr Weißenburg wurde 1867 gegründet.
Ein im September 2019 gegründeter Stadtmarketingverein ist ein Zusammenschluss von Einzelhandel, Industrie, Kulturschaffenden und im Bereich Tourismus tätigen Personen, Unternehmen und Vereinen. Er soll Weißenburgs Attraktivität erhalten und ausbauen.

## Religion

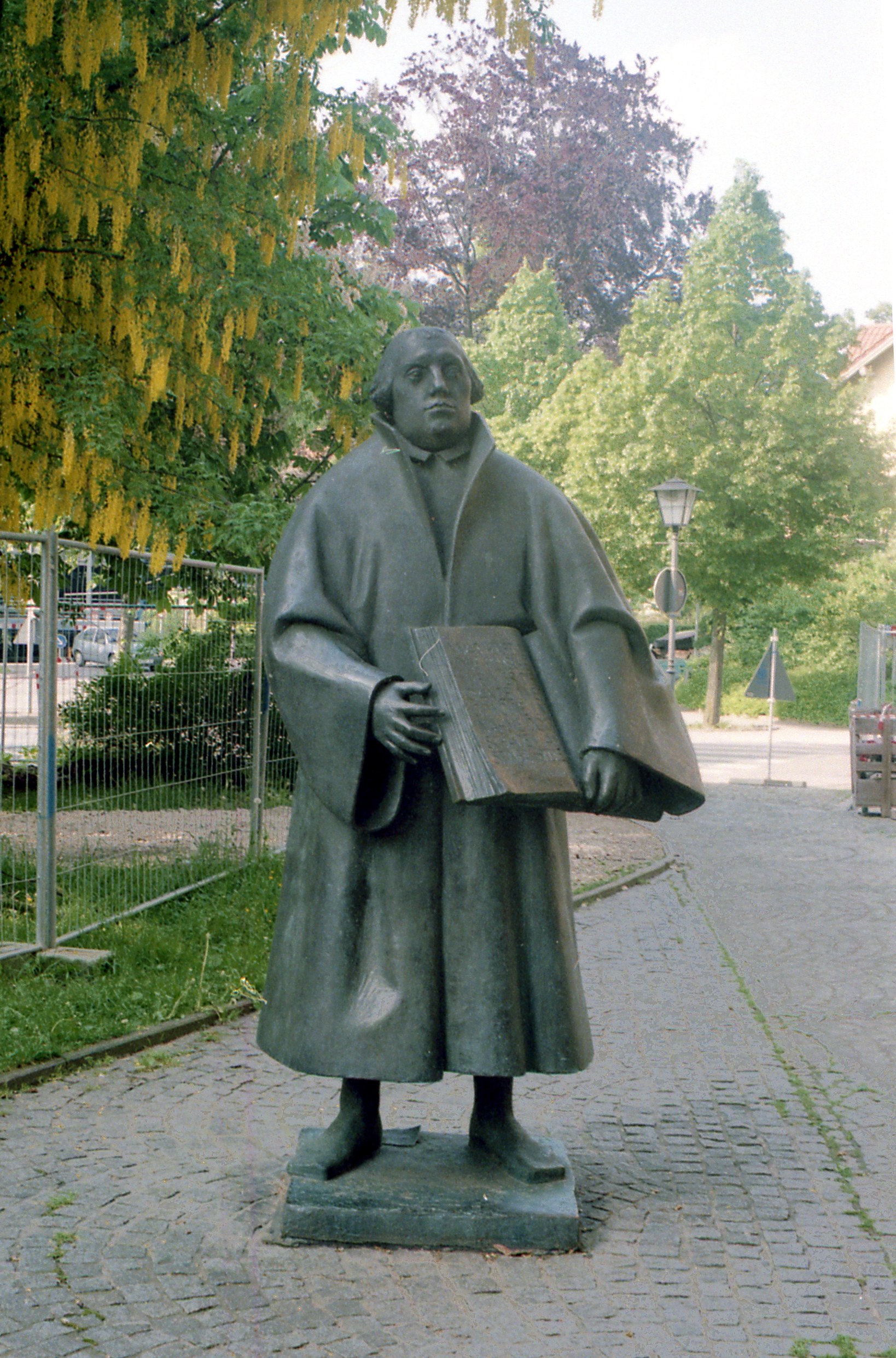
Statue Martin Luthers am Vorplatz der Stadtkirche

### Christentum
Ursprünglich gehörte Weißenburg zum Bistum Eichstätt. Am 15. November 1530 wurde mit einer großen Mehrheit unter Peter von Preu (1464–1550) als Herr des Innern Rates und Wahlherr in der St.-Andreas-Kirche zu Weißenburg beschlossen, die Confessio Augustana anzunehmen und evangelisch zu werden. Seit den 1850er Jahren stieg der Anteil der Katholiken in Weißenburg an: 1860 hatte die Stadt 156 Katholiken, 1872 waren es bereits 470 und 1970 lebten 5.844 Katholiken und 11.690 Protestanten in Weißenburg. Der starke Anstieg an Katholiken sowie an Konfessionslosen und Methodisten nach dem Zweiten Weltkrieg beruht auf den rund 6000 Heimatvertriebenen, die nach Weißenburg kamen.
Zirka 2010 gehörten gut 53 % der evangelischen Konfession, knapp 29 % der katholischen Kirche und rund 17 % anderen Glaubensrichtungen an, hauptsächlich dem Islam.

### Judentum
Ende des 13. Jahrhunderts siedelten sich die ersten Juden in Weißenburg an. 1298 wurden mehrere Juden während der Rintfleisch-Verfolgung umgebracht. 1348 und 1349 gab es wegen der Pest ebenfalls eine Judenverfolgung. Die noch bestehende Judengasse wurde 1514 erstmals erwähnt. Nach der Vertreibung der Juden 1520 ist in Weißenburg mit Ausnahme während des Dreißigjährigen Krieges keine jüdische Gemeinde mehr nachweisbar, jedoch in den Nachbardörfern. An die Juden der Stadt erinnert ein Grabstein mit hebräischer Inschrift im Reichsstadtmuseum.

### Christliche Gemeinden
- Landeskirchliche Gemeinschaft (LKG) Weißenburg
- Evangelisch-methodistische Kirche (EMK) Weißenburg

### Islam
- Fatih Camii der Türkisch Islamischen Gemeinde Weißenburg

## Wirtschaft und Infrastruktur

### Wirtschaft
- Industrie- und Handelskammergremium Weißenburg

### Verkehr

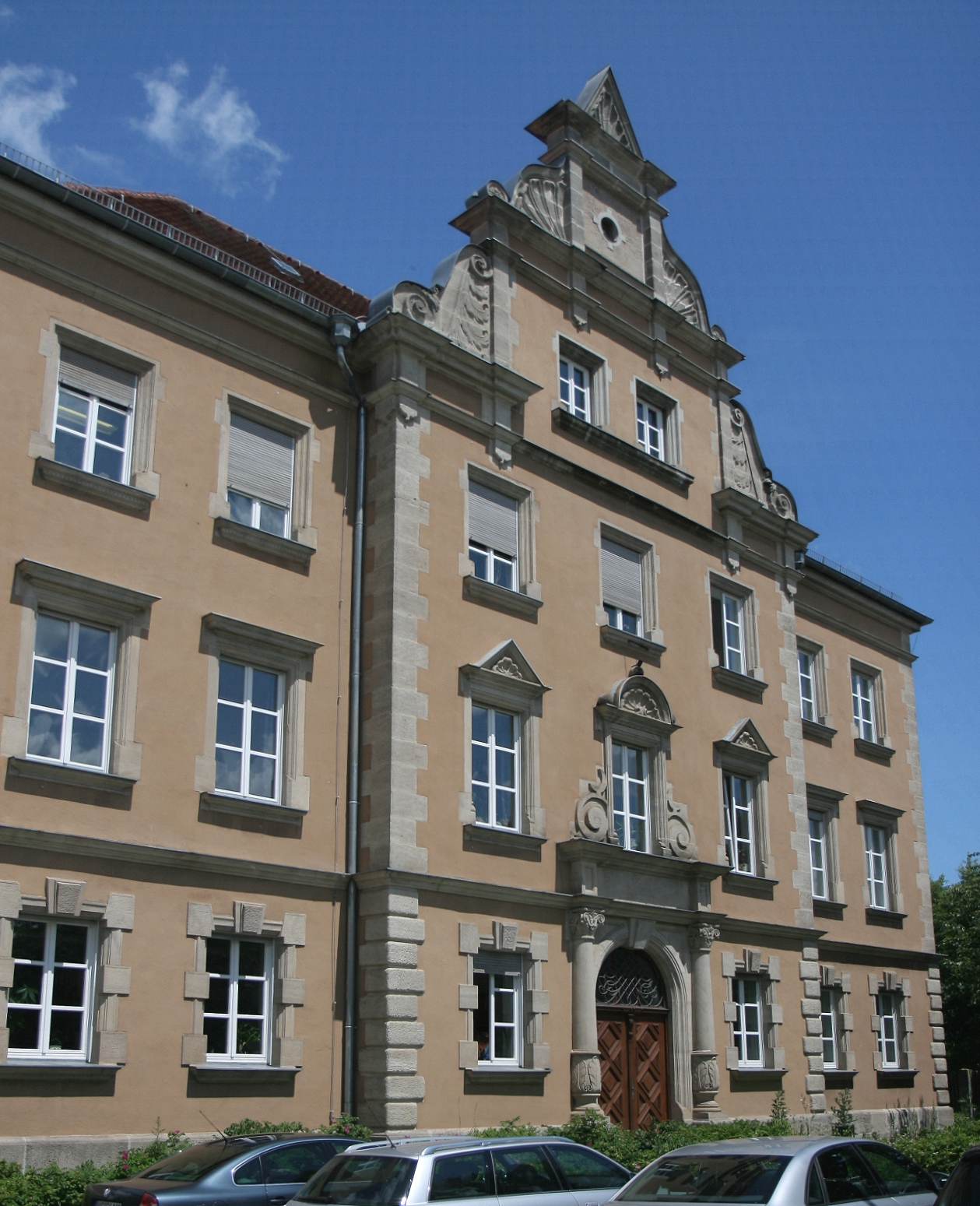
Gerichtsgebäude Niederhofener Straße

Bei Weißenburg treffen die Bundesstraßen B 2 und B 13 aufeinander, die gemeinsam eine Ortsumgehung östlich des Ortes bilden. Im Westen befindet sich der 1869 eröffnete Bahnhof Weißenburg an der Bahnstrecke Treuchtlingen–Nürnberg. Der öffentliche Personennahverkehr wird vom Verkehrsverbund Großraum Nürnberg betrieben.
Durch den Ort führt der Deutsche Limes-Radweg. Er folgt dem Obergermanisch-Raetischen Limes über 818 km von Bad Hönningen am Rhein nach Regensburg an der Donau.

### Behörden und Institutionen
Neben der Stadtverwaltung selbst befinden sich noch folgende Behörden in der Stadt:
- Amt für Ernährung, Landwirtschaft und Forsten Weißenburg
- Agentur für Arbeit (Geschäftsstelle)
- Polizeiinspektion
- Amtsgericht Weißenburg i. Bay.
- Landratsamt Weißenburg-Gunzenhausen
- Im Rahmen der bayerischen Behördenverlagerungen sind die Landesstelle für die nichtstaatlichen Museen in Bayern und der Bayerische Limeskoordinator in Weißenburg eingerichtet worden.[44]

### Große ansässige Unternehmen

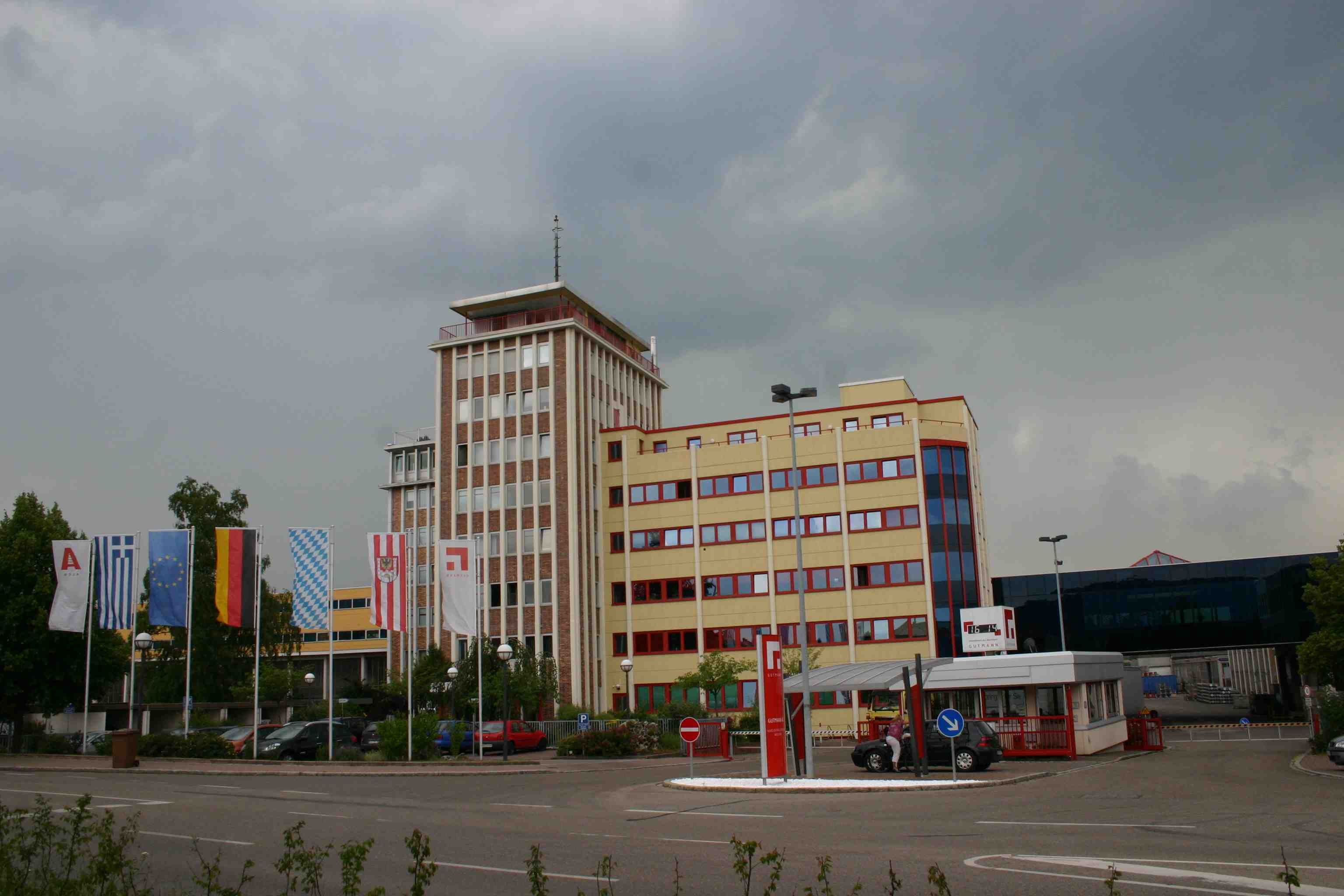
Hauptgebäude der Gutmann AG, des größten Arbeitgebers Weißenburgs

- Plastic Omnium, vorher Faurecia Exteriors GmbH (ehemals Dynamit Nobel Kunststoff GmbH, dann Plastal GmbH), Automobilzulieferer
- Gutmann AG, Baubeschläge
- Ossberger GmbH + Co, Wasserturbinen
- Schwan-Stabilo GmbH & Co. KG, Schreibgeräte, Leuchtmarker, Kosmetikstifte

### Medien
In Weißenburg erscheinen folgende Medien:
- Weißenburger Tagblatt, örtliche Tageszeitung
- Wochenzeitung Altmühlfranken, wöchentliche kostenlose Zeitung
- Carpe Diem, vierteljährliches Kulturmagazin
- Weissenburg Aktuell, Online-Stadtmagazin[45]

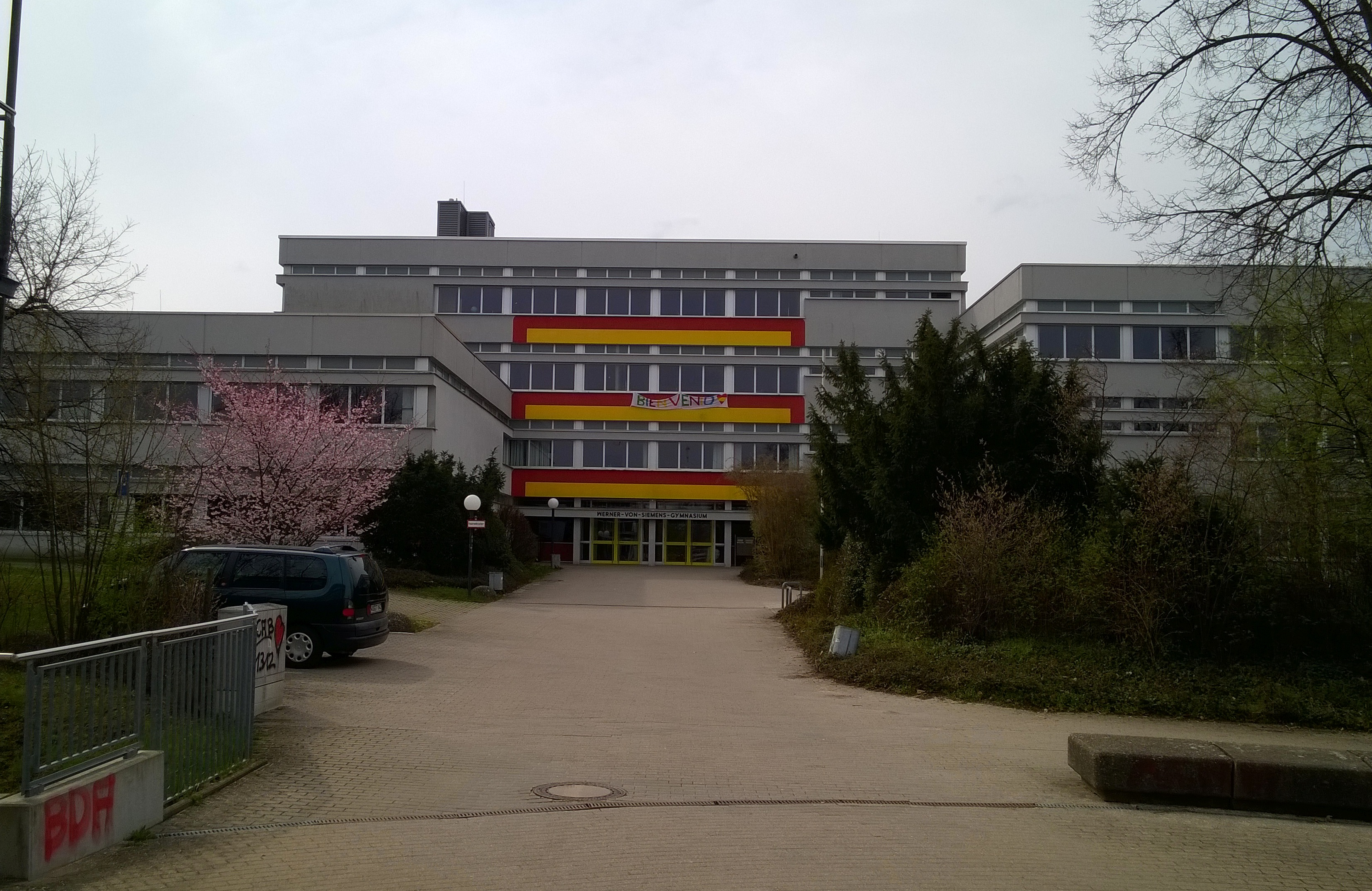
Haupteingang des Werner-von-Siemens-Gymnasiums

### Schulen
- Grundschule Weißenburg mit drei Schulhäusern
- Mittelschule
- Staatliche Realschule
- Staatliche Berufsschule
- Landwirtschaftsschule
- Staatliche Fachoberschule und Staatliche Berufsoberschule
- Werner-von-Siemens-Gymnasium
- Berufsbildungszentrum Weißenburg der Rummelsberger Diakonie e. V.
- Berufsfachschule für Krankenpflege auf der Wülzburg
- Fachschule für Kunststofftechnik (staatlich anerkannt)
- Private Schule zur individuellen Lebensbewältigung der Lebenshilfe e. V.
- Sonderpädagogisches Förderzentrum (Biberschule)
- Sing- und Musikschule Weißenburg e. V.

### Hochschulen und Universitäten
In Weißenburg wurde 2015 der Kunststoffcampus Bayern mit seinem Technologie- und Studienzentrum für Kunststofftechnologie als zweiter Hochschulstandort im Landkreis eröffnet. Er wird gemeinschaftlich von der Hochschule für angewandte Wissenschaften Ansbach und der Technischen Hochschule Deggendorf geleitet.
Die nächsten Universitäten befinden sich in Erlangen-Nürnberg, Eichstätt-Ingolstadt sowie Augsburg und Bamberg.

### Klinik Weißenburg
Die Kreisklinik Weißenburg ist eines von drei Krankenhäusern im Landkreis Weißenburg-Gunzenhausen und gehört seit 2002 zusammen mit der Klinik Gunzenhausen zum selbständigen Kommunalunternehmen Klinikum Altmühlfranken, das seit März 2013 unter diesem Namen firmiert. Das Krankenhaus dient der Grund- und Regelversorgung. Die Weißenburger Klinik hat 190 Betten und 350 Beschäftigte (Stand 2014) in den Fachabteilungen Innere Medizin, Interdisziplinäres Bauchzentrum, Intensivmedizin, Allgemein-, Viscural- und Thoraxchirurgie, Gynäkologie, HNO-Heilkunde, Onkologie und Urologie. Jährlich werden rund 8000 Patienten behandelt und 5000 operative Eingriffe vorgenommen. Die Klinik gibt es seit 1985, nachdem das Städtische Krankenhaus nach 100 Jahren seinen Betrieb eingestellt hatte.

## Persönlichkeiten

### Ehrenbürger
- Georg Adam Bauer (1828–1901), Bauingenieur
- Karl Berger (1806–1891), Lehrer
- August Schmidtkunz (1820–1895), Kammmacher, Magistratsrat
- Leonhard Götz (1840–1919), Studienrat, Rektor des Progymnasiums
- Wilhelm Troeltsch (1840–1925), Kaufmann, Fabrikant
- Hans Doerfler (1863–1942), Chirurg
- Karl Knöll (1873–1954), Sanitätsrat, prakt. Arzt
- Emil Kipfmüller (1885–1977), Direktor der HAPAG
- Hermann Gutmann (1907–1987), Unternehmer
- Richard Stücklen (1916–2002), Politiker (NSDAP, später CSU)

### Söhne und Töchter der Stadt
- Ludwig von Schmidberg (1594–1657), Person im Dreißigjährigen Krieg
- Johann Georg Roth (1597–1671), Jurist, Bürgermeister und Gesandter zu den Friedensverhandlungen in Münster (Westfälischer Friede)
- Johann Alexander Döderlein (1675–1745), Gelehrter, Magister und Polyhistoriker
- August Fleischmann (1826–1887), Verwaltungsjurist und Politiker
- Karl Michel (1836–1922), Bierbrauer und Fachlehrer
- Wilhelm Kohl (1848–1898), Apotheker und Limesforscher
- Otto Rieder (1850–1919), Reichsarchivrat und Historiker
- Heinrich Schützinger (1857–1920), Jurist, Kommunalpolitiker und Heimatforscher
- Rudolf Raab (1861–1940), Schauspieler, Charakterkomiker und Sänger
- Gustav Ritter von Kahr (1862–1934), bayrischer Ministerpräsident, Generalstaatskommissar, Präsident des Bayerischen Verwaltungsgerichtshofs
- Ernst Bierlein (1880–1969), Landrat
- Hans Hofmann (1880–1966), Maler
- Maximilian Schwandner (1881–1972), Offizier, zuletzt General der Infanterie
- Julius Schieder (1888–1964), evangelisch-lutherischer Oberkirchenrat und Kreisdekan
- Ludwig Schmuck (1892–1945), Lehrer, Politiker (NSDAP), paramilitärischer Aktivist und SA-Führer
- Ludwig Reichel (1900–1982), Chemiker
- Karl Hemmeter (1904–1986), Bildhauer
- Heinrich Stöhr (1904–1958), Politiker
- Heinz Schecher (1922–1984), Mathematiker, Informatiker und Hochschullehrer
- Wolfgang Kaempfer (1923–2009), Schriftsteller und Essayist
- Georg Karl Pfahler (1926–2002), Maler, Künstler und Kunstprofessor, geboren in Emetzheim
- Peter Carsten (1928–2012); eigentlich Peter Ramsentaler, Schauspieler
- Hermann Auernhammer (* 1941), Professor für Technik in Pflanzenbau und Landschaftspflege
- Bernd Bajog (* 1946), Regisseur und Drehbuchautor
- Stefan Richwien (* 1947), Hörspielautor
- Werner H. Ritter (* 1949), evangelisch-lutherischer Theologe
- Gunther Wenz (* 1949), evangelischer Theologe
- Arthur Rosenbauer (* 1955), fränkischer Liedermacher & Weltmusiker, MundART-Festival Weißenburg, Montanhistoriker
- Wolfgang Hauber (* 1959), Politiker (Freie Wähler)
- Artur Auernhammer (* 1963), Mitglied des Bundestages (CSU), geboren in Oberhochstatt
- Beate Walter-Rosenheimer (* 1964), Diplom-Psychologin und Politikerin
- Rainer Leng (* 1966), Mittelalterhistoriker und Hochschullehrer
- Johannes Matthias Roth (* 1967), evangelischer Pfarrer, Liedermacher und Lehrer
- Bernhard Krötz (* 1970), Mathematiker und Hochschullehrer an der Universität Paderborn

### Personen mit Bezug zu Weißenburg
- Gunthildis von Suffersheim, Heilige, vermutlich aus Weißenburg-Suffersheim
- Blasius Berwart (1530–1589), Baumeister der Festung Wülzburg
- Gustav von Kahr (der Ältere) (1833–1905), Verwaltungsjurist
- Wilhelm Jacob van Bebber (1841–1909), Meteorologe
- Hans Doerfler (* 1863 in Markt Berolzheim; † 9. Mai 1942 in Weißenburg in Bayern), Internist, Chirurg und Frauenarzt. Er gilt als Pionier der Chirurgie in Bayern, war Geheimer Sanitätsrat und ab 1884 Chefarzt in Weißenburg
- Charles de Gaulle (1890–1970), französischer Staatspräsident, war im Ersten Weltkrieg Gefangener in der Wülzburg
- Erwin Schulhoff (1894–1942), Komponist
- Fritz Staudinger (1896–1964), Politiker
- John M. Shalikashvili (1936–2011), US-General
- John Degenkolb (* 1989), Sportler